# Tibère
Pour l’article ayant un titre homophone, voir Thibert.
Pour les articles homonymes, voir Claudius Nero et Iulius Caesar.
Tibère (latin : Tiberius Cæsar Divi Augusti Filius Augustus), né à Rome le 16 novembre 42 av. J.-C. et mort à Misène le 16 mars 37 ap. J.-C., est le deuxième empereur romain de 14 à 37. Il appartient à la dynastie julio-claudienne.
C'est un descendant de la gens Claudia et il porte à la naissance le nom de Tiberius Claudius Nero, comme son père. Durant sa jeunesse, Tibère se distingue par son talent militaire en conduisant avec succès de nombreuses campagnes le long de la frontière septentrionale de l'Empire et en Illyrie, souvent aux côtés de son frère Drusus I, qui meurt en Germanie.
Après une période d'exil volontaire dans l'île de Rhodes, il retourne à Rome en 4 ap. J.-C. où il est adopté par Auguste et devient le dernier des successeurs potentiels de l'empereur, se nommant dorénavant Tiberius Iulius Cæsar. Il mène alors d'autres expéditions en Illyrie et en Germanie afin de remédier aux conséquences de la bataille de Teutobourg.
À la mort de son père adoptif, le 19 août 14, il obtient le nom de Tiberius Iulius Cæsar Augustus et il peut lui succéder officiellement dans la fonction de princeps senatus, car il est depuis 12 ans associé au gouvernement de l'Empire. Il détient aussi l’imperium proconsulaire et la puissance tribunitienne, les deux pouvoirs majeurs des empereurs du Principat. Il met en place d'importantes réformes dans les domaines économiques et politiques. Il arrête la politique d'expansion militaire, se limitant à sécuriser les frontières grâce à l'action de son neveu Germanicus.
Après la mort de ce dernier et de celle de son fils Drusus II, Tibère favorise l'ascension du préfet du prétoire Séjan. Il s'éloigne de Rome et se retire sur l'île de Capri. Lorsque le préfet essaie de s'emparer du pouvoir, Tibère le fait destituer et exécuter. L'empereur ne retourne plus dans la capitale, où il est haï, jusqu'à sa mort en 37.
Son petit-neveu Caligula lui succède.
Tibère a été durement critiqué par les historiens antiques tels que Tacite et Suétone, mais sa personnalité a été réévaluée par les historiens modernes, qui reconnaissent en lui un politicien habile et prudent.

## Avant l'accession à l’Empire

### Origines de la famille et jeunesse (42-26av. J.-C.)

#### Sa naissance et son enfance mouvementée
Tibère naît à Rome,, le 16 novembre 42 av. J.-C. de l'homonyme Tiberius Claudius Nero, césarien et préteur la même année, et de Livie, de près de trente ans plus jeune que son mari. Aussi bien par la branche paternelle que maternelle, il appartient à la gens Claudia, une vieille famille patricienne arrivée à Rome lors des premières années de la période républicaine et qui se distingue au cours des siècles par l'obtention de nombreux honneurs et de hautes magistratures. Depuis l'origine, la gens Claudia se divise en de nombreuses branches familiales, parmi lesquelles celle qui prend le cognomen Nero (qui, en langue sabine, signifie « fort et valeureux ») à laquelle appartient Tibère. Il peut donc se dire membre d'une lignée qui a donné naissance à des personnages d'un rang très élevé, comme Appius Claudius Sabinus ou Appius Claudius Cæcus, qui comptent parmi les défenseurs de la suprématie des patriciens lors du Conflit des ordres,.

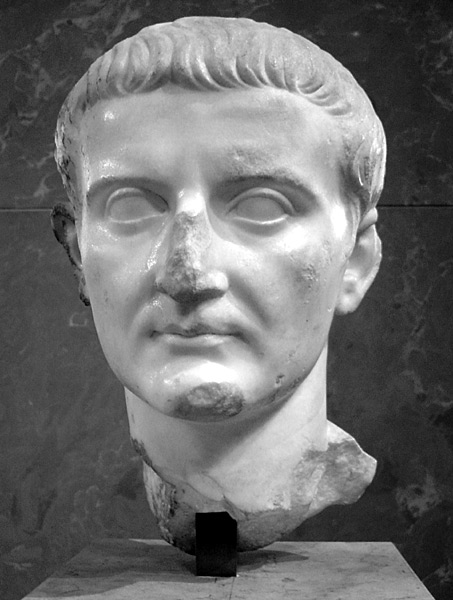
Un buste de Tibère conservé à Paris au musée du Louvre.

Son père est parmi les plus fervents partisans de Jules César, et après sa mort, il se range aux côtés de Marc Antoine, lieutenant de César en Gaule et pendant la guerre civile, et entre en conflit avec Octave, héritier désigné de Jules César. Après la constitution du Second Triumvirat entre Octave, Antoine et Lépide, et à la suite des proscriptions, les désaccords entre les partisans d'Octave et ceux de Marc Antoine aboutissent à un conflit ouvert, ce dernier étant toujours soutenu par le père de Tibère. Avec la guerre de Pérouse suscitée par le consul Lucius Antonius et Fulvie, épouse de Marc Antoine, le père de Tibère rejoint les partisans de Marc Antoine, fomentant des troubles dans de nombreuses régions de l'Italie. Après la victoire d'Octave qui vainc Fulvie à Pérouse et rétablit son contrôle sur la péninsule italienne, le père de Tibère fuit avec sa femme et son fils. La famille se réfugie à Naples puis en Sicile, qui est contrôlée par Sextus Pompée. De là, la famille rejoint l'Achaïe où se rassemblent les troupes de Marc Antoine qui ont quitté l'Italie.
Le petit Tibère, obligé de prendre part au voyage, vit une enfance douloureuse et mouvementée jusqu'à l'accord de Brindisi qui rétablit une paix précaire et permet aux partisans de Marc Antoine de revenir à Rome, où son père Tiberius Claudius Nero semble avoir arrêté toute action politique.
Par ailleurs, Suétone rapporte que l'astrologue Scribonius, affranchi, prévoyait au jeune Tibère une grande destinée et qu'il règnerait mais sans les insignes d'un roi.

#### Mariage de sa mère Livie avec Octave

Buste de Livie, musée Saint-Raymond.

En 39 av. J.-C., Octave décide de divorcer de sa femme Scribonia, qui lui a donné une fille, Julia, pour épouser la mère du petit Tibère, Livie, dont il est sincèrement amoureux. Le mariage présente aussi un intérêt politique : Octave espère se rapprocher du camp de Marc Antoine, alors que le père de Tibère a l'intention, en accordant sa femme à Octave, d'éloigner le rival Sextus Pompée, qui est l'oncle de Scribonia. Le triumvirat demande pour le mariage l'autorisation du collège des pontifes étant donné que Livie a déjà un enfant et qu'elle en attend un second. Les prêtres accordent le mariage, en demandant, comme unique clause, que soit confirmée la paternité de l'enfant à naître.
Le 17 janvier 38 av. J.-C., Octave se marie avec Livie, qui après trois mois donne naissance à un fils qui reçoit le nom de Nero Claudius Drusus. La question de la paternité, en effet, est restée incertaine : certains affirment que Drusus est né d'une relation adultère entre Livie et Octave, tandis que d'autres ont salué le fait que le bébé soit conçu en seulement quatre-vingt-dix jours soit le temps écoulé entre le mariage et la naissance,. Il est ensuite admis que la paternité de Drusus revient au père de Tibère, car Livie et Octave ne se sont pas encore rencontrés lorsque l'enfant est conçu.
Alors que Drusus est élevé par sa mère dans la maison d'Octave, Tibère reste auprès de son père jusqu'à l'âge de neuf ans. En 33 av. J.-C., celui-ci meurt et c'est le jeune enfant qui prononce l'éloge funèbre (laudatio funebris) sur les rostres du Forum Romain. Drusus sera l'enfant chéri par Livie, tandis que Tibère sera le mouton noir de sa famille, pour cause : ses valeurs républicaines très marquées. Tibère se retrouve dans la maison d'Octave avec sa mère et son frère alors même que les tensions entre Octave et Marc Antoine provoquent un nouveau conflit qui prend fin en 31 av. J.-C. avec la bataille navale décisive d'Actium. En 29 av. J.-C., lors de la cérémonie du triomphe d'Octave pour la victoire sur Marc Antoine et Cléopâtre VII, Tibère précède le char du vainqueur, conduisant le cheval intérieur gauche, tandis que Marcus Claudius Marcellus, le neveu d'Octave, monte celui à l'extérieur droit, et se trouvant ainsi à la place d'honneur (Auguste, qui pense d'ores et déjà à la succession, favorise son neveu Marcellus). Tibère dirige les jeux urbains et participe, à la tête de l'équipe des « enfants les plus grands », aux Ludus Troiae qui ont lieu dans le cirque.
À l'âge de quinze ans, il revêt la toge virile, et il est donc initié à la vie civile : il se distingue comme défenseur et accusateur dans de nombreux procès, et il se consacre, en même temps, à l'apprentissage de l'art militaire, montrant des aptitudes particulières pour l'équitation. Il entreprend avec beaucoup d'intérêt des études de rhétorique latine et grecque et de droit ; il fréquente des cercles culturels liés à Auguste où on parle aussi bien grec que latin. Il fait la connaissance de Mécène qui finance des artistes comme Horace, Virgile et Properce. La même passion l'anime pour la composition de textes poétiques, à l'imitation du poète grec Euphorion de Chalcis sur des sujets mythologiques, dans un style tortueux et archaïque, avec une grande utilisation de mots rares et désuets,.

### Carrière militaire (25-7av. J.-C.)
Si l'ascension politique de Tibère doit beaucoup à sa mère Livie, troisième épouse d'Auguste, ses capacités de commandement et de stratégie ne peuvent cependant pas être mises en doute : il est resté invaincu au cours de toutes ses longues et fréquentes campagnes, au point de devenir, au fil des années, l'un des meilleurs[réf. souhaitée] lieutenants de son beau-père.

#### Dans la péninsule Ibérique et à Rome (25-21av. J.-C.)

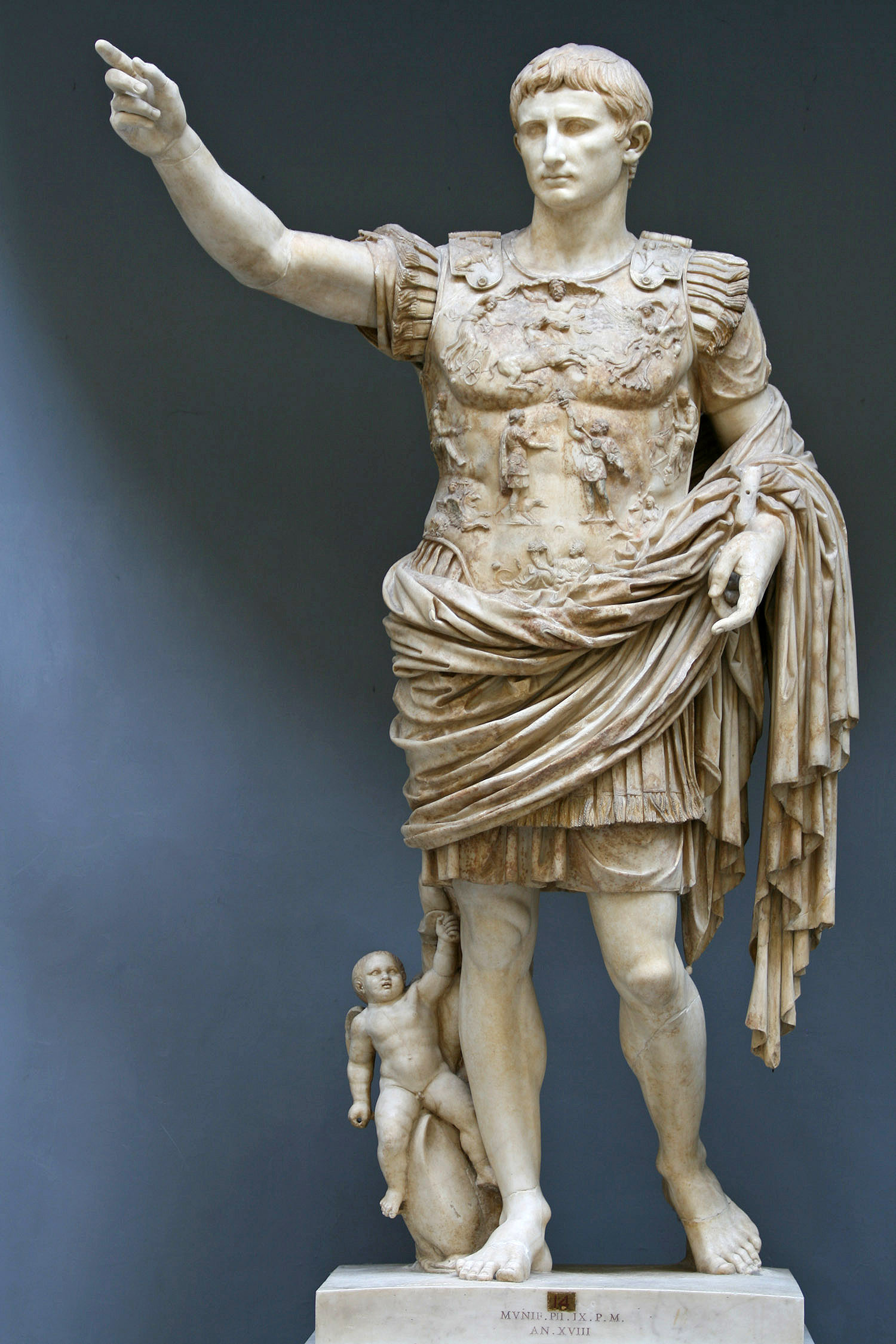
L'Auguste de Prima Porta, statue d'Auguste en tenue militaire de parade. Il est possible que Tibère soit représenté sur le relief de l'armure,.

En raison de l'absence de réelles écoles qui permettent d'acquérir une expérience militaire, en 25 av. J.-C., Auguste décide d'envoyer en Hispanie Marcellus et Tibère, âgé de seize ans, en qualité de tribuns militaires. Les deux jeunes gens, qu'Auguste envisage comme possibles successeurs, participent aux phases initiales de la guerre cantabre — qui a commencé l'année précédente avec Auguste et qui se termine en 19 av. J.-C. sous le commandement de Marcus Vipsanius Agrippa,,.
Deux ans plus tard, en 23 av. J.-C., à l'âge de dix-huit ou dix-neuf ans, Tibère est nommé questeur de l'annone, en avance de cinq ans sur le traditionnel cursus honorum,. Il s'agit d'une tâche particulièrement délicate puisqu'il lui incombe d'assurer l'approvisionnement en blé de la ville de Rome, qui compte alors plus d'un million d'habitants, dont deux cent mille ne peuvent survivre que grâce à la distribution gratuite de blé par l'État. La ville traverse une période de famine en raison d'une crue du Tibre qui détruit de nombreuses cultures dans les campagnes du Latium, empêchant même les navires de rejoindre Rome avec l'approvisionnement nécessaire.
Tibère fait face à la situation avec vigueur : il achète, à ses propres frais, le blé dont les spéculateurs disposent dans leurs magasins et le distribue gratuitement. Il est salué comme un bienfaiteur de Rome. Il est ensuite chargé de contrôler les ergastules, ces lieux souterrains pour les voyageurs et ceux qui cherchent refuge pour échapper au service militaire, et qui servent aussi de cachots pour les esclaves,. Il s'agit, cette fois-ci, d'une tâche peu prestigieuse, mais tout aussi délicate, parce que les patrons des lieux se sont rendus odieux auprès de toute la population, créant ainsi une situation de tension.

#### En Orient (20-16av. J.-C.)

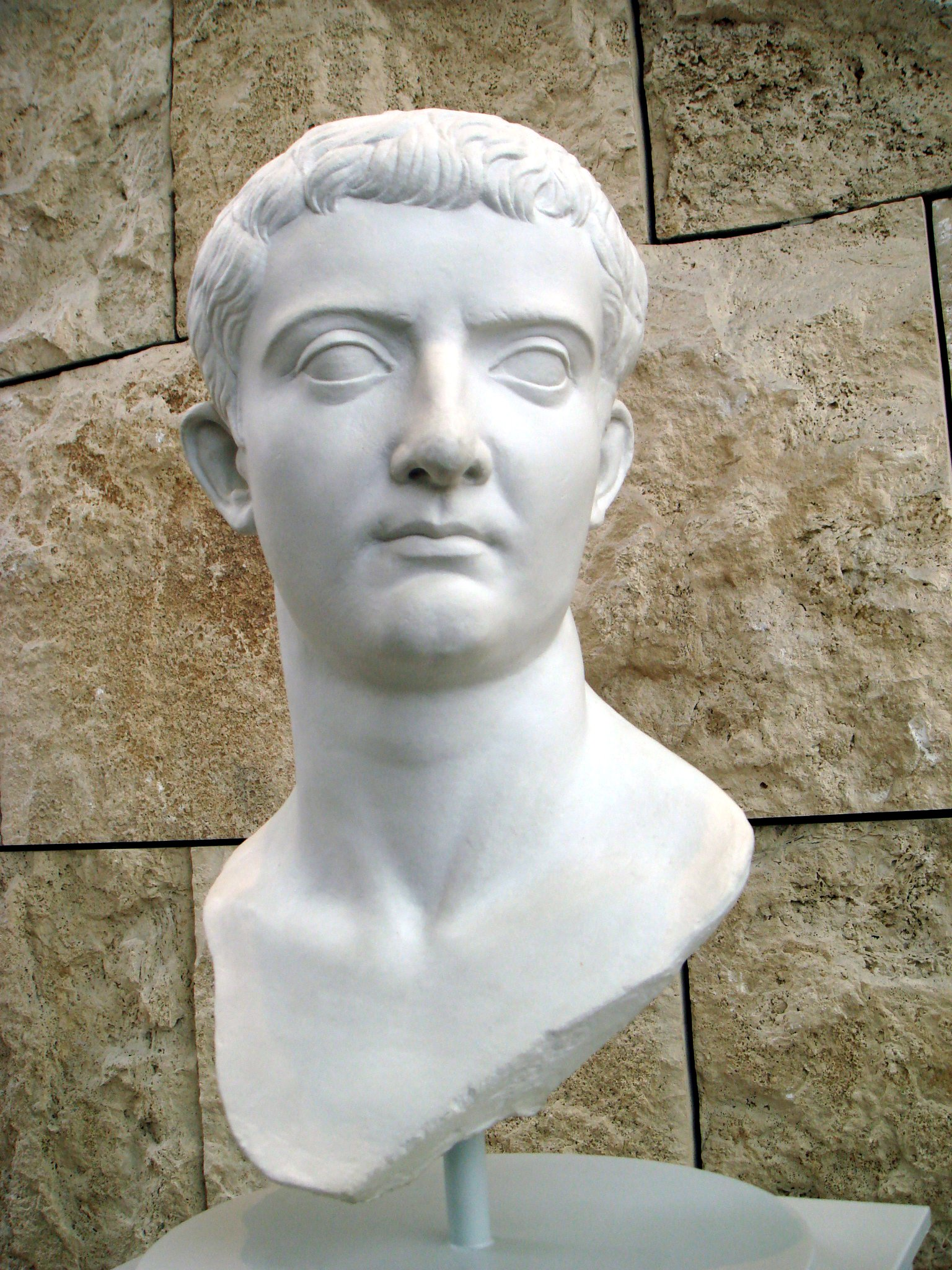
Buste de Tibère (Rome, musée dell'Ara Pacis, copie de l'original de l'époque augustéenne conservée à la Ny Carlsberg Glyptotek de Copenhague).

Au cours de l'hiver 21-20 av. J.-C., Auguste ordonne à Tibère, âgé de vingt ans, de commander une armée de légionnaires, recrutée en Macédoine et en Illyrie, et de se rendre en Orient, en Arménie,,,,. En effet, cette région est d'une importance vitale pour l'équilibre politique de l'ensemble de la zone orientale, jouant un rôle d'État tampon entre l'Empire romain à l'ouest et celui des Parthes à l'est, les deux puissances ennemies voulant faire de l'Arménie un État vassal, afin d'assurer la protection de ses frontières,. Après la défaite de Marc Antoine et l'effondrement du système qu'il a imposé en Orient, l'Arménie est retournée sous l'influence des Parthes, ce qui a favorisé l'accession au trône d'Artaxias II.
Auguste ordonne donc à Tibère de chasser Artaxias — dont les Arméniens pro-romains demandent la destitution — et d'imposer sur le trône son plus jeune frère, pro-romain, Tigrane. Les Parthes, effrayés par l'avancée des légions romaines, acceptent un compromis et un accord de paix est signé par Auguste, arrivé en Orient depuis Samos. Les Parthes restituent les insignes et les prisonniers en leur possession depuis la défaite de Crassus, lors de la bataille de Carrhes, en 53 av. J.-C.. De la même manière, avant l'arrivée de Tibère et de son armée, la situation en Arménie est résolue par le traité de paix entre Auguste et le souverain parthe Phraatès IV. Ainsi, le parti pro-romain peut prendre le dessus, tandis que des agents envoyés par Auguste éliminent Artaxias. À son arrivée, Tibère ne peut donc que couronner Tigrane, qui prend le nom de Tigrane III, au cours d'une cérémonie paisible et solennelle sous la surveillance des légions romaines.
À son retour à Rome, le jeune général est célébré par de nombreuses fêtes et la construction de monuments en son honneur, tandis qu'Ovide, Horace et Properce écrivent des vers pour célébrer l'entreprise. Le plus grand mérite de la victoire revient cependant à Auguste, en tant que commandant en chef de l'armée : il est proclamé imperator pour la neuvième fois,,,, et il peut annoncer au Sénat que l'Arménie devient un vassal, sans en décréter l'annexion. Il écrit dans ses Res Gestæ Divi Augusti (son testament politique) :

« Alors que je pouvais faire de la Grande Arménie une province, une fois le roi Artaxias mort, j'ai préféré, à l'exemple de nos ancêtres, confier ce royaume à Tigrane, fils du roi Artavasde et petit-fils du roi Tigrane, par l'intermédiaire de Tibère qui était alors mon beau-fils. »

— Auguste, Res Gestæ Divi Augusti, 27.
En 19 av. J.-C., Tibère est promu au rang d'ex-préteur ou ornamenta prætoria. Il peut donc siéger au Sénat parmi les ex-prætores.

#### En Gaule, Rhétie et Vindélicie (16-15av. J.-C.)
Après la campagne en Orient, bien qu'ayant officiellement déclaré au Sénat qu'il abandonne la politique d'expansion, sachant qu'une extension territoriale serait excessive pour l'Empire romain, Auguste décide de mener de nouvelles campagnes pour sécuriser les frontières. En 16 av. J.-C., Tibère, récemment nommé préteur, accompagne Auguste en Gaule — où les deux hommes passent les trois années suivantes, jusqu'en 13 av. J.-C. —, afin d'aider ce dernier dans l'organisation et la direction des provinces gauloises,. Le Princeps senatus se fait aussi accompagner par son beau-fils lors de la campagne punitive au-delà du Rhin contre les tribus des Sicambres et de leurs alliés, les Tenctères et les Usipètes, qui, au cours de l'hiver de 17-16 av. J.-C., ont causé la défaite du proconsul Marcus Lollius, ainsi que la destruction partielle de la Legio V Alaudæ et la perte des insignes,,,.

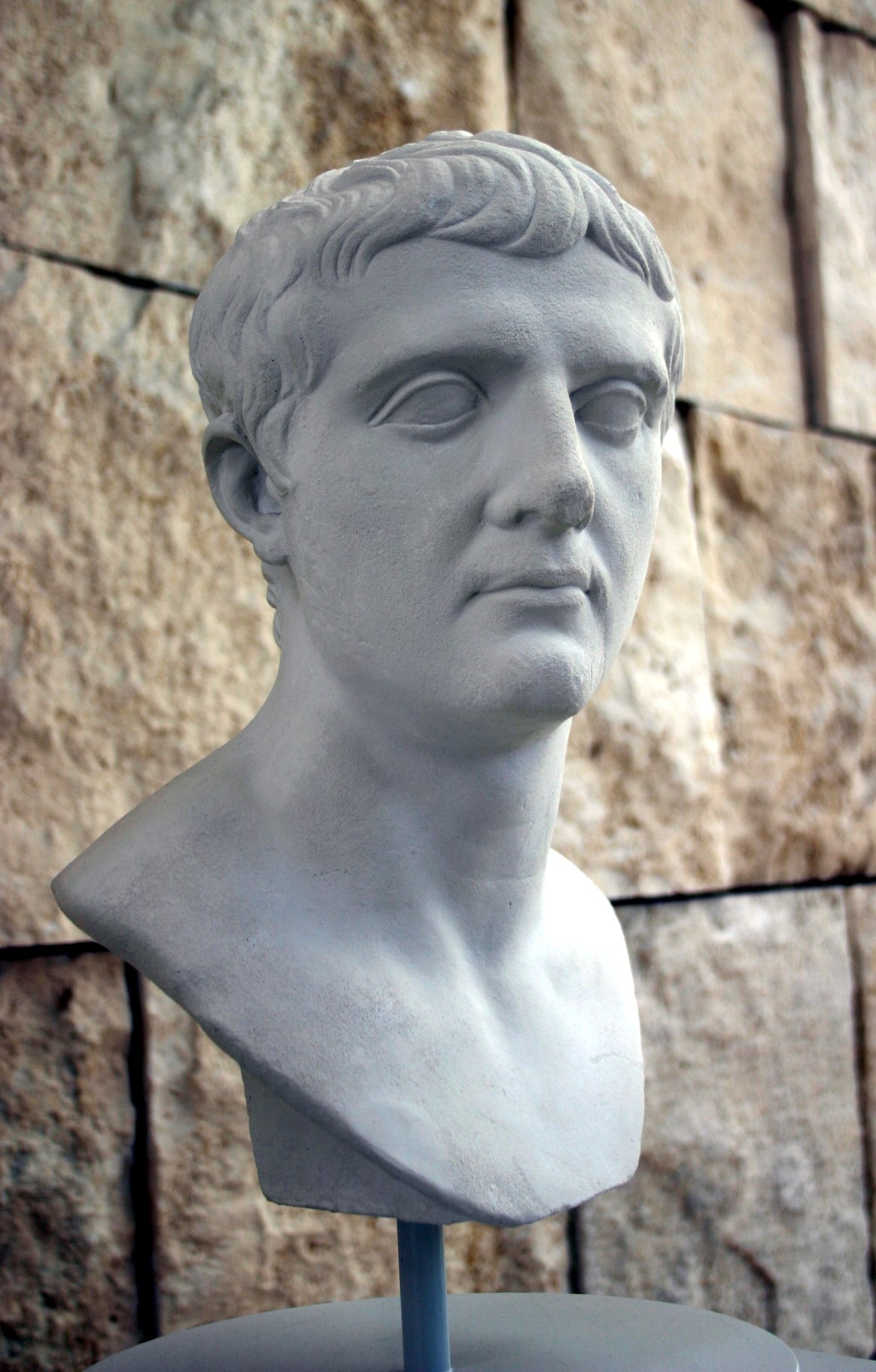
Buste de Drusus, frère de Tibère (Rome, musée dell'Ara Pacis, copie de l'original de la période de Tibère conservée aux musées du Capitole de Rome).

En 15 av. J.-C., Tibère, avec son frère Drusus, mène une campagne contre la population rhète, répartie entre le Norique et la Gaule, et contre les Vendéliques,. Drusus a déjà précédemment chassé les Rhètes des territoires italiques, mais Auguste décide d'envoyer Tibère afin de résoudre définitivement le problème. Les deux hommes attaquent sur deux fronts par une opération d'encerclement de l'ennemi, sans lui laisser d'échappatoire. Ils conçoivent « l'opération en tenaille », qu'ils mettent en œuvre grâce aussi à l'aide de leurs lieutenants : Tibère se déplace depuis l'Helvétie, tandis que son jeune frère vient d'Aquilée et de Tridentum, parcourant la vallée de l'Adige et de l'Isarco — à leur jonction est construit le Pons Drusi (« pont de Drusus ») à proximité de l'actuelle Bolzano —, pour remonter enfin par l'Inn. Tibère, qui avance depuis l'ouest, bat les Vendéliques autour de Bâle et du lac de Constance. C'est en ce lieu que les deux armées se rejoignent et se préparent à envahir la Bavière. L'action conjointe conduite par les deux frères permet d'avancer jusqu'à la source du Danube où ils remportent la victoire définitive sur les Vendéliques.
Ces succès permettent à Auguste d'assujettir les peuples de l'arc alpin jusqu'au Danube, et lui valent d'être à nouveau acclamé imperator, tandis que Drusus, le préféré d'Auguste, reçoit plus tard un triomphe pour cette victoire et pour d'autres. Sur la montagne, près de Monaco, à proximité de La Turbie, le trophée d’Auguste est érigé pour commémorer la pacification d’une extrémité à l’autre des Alpes et rappeler les noms de toutes les tribus soumises. Néanmoins, en dépit des mérites de Tibère, l'empereur interdit aux sénateurs de lui décerner un surnom honorifique, ce que l'intéressé perçoit comme un acte de malveillance et qui nourrit encore son sentiment d'injustice.

#### De l'Illyrie à la Macédoine et à la Thrace (13-9av. J.-C.)
En 13 av. J.-C., en gagnant la réputation d'un très bon commandant, Tibère est nommé consul, et il est envoyé par Auguste en Illyrie : le valeureux Agrippa, qui a longuement combattu les populations rebelles de la Pannonie, meurt à peine rentré en Italie. La nouvelle de la mort du général provoque une nouvelle onde de rébellion chez les populations soumises par Agrippa, en particulier les Dalmates et les Breuces. Auguste confie à son beau-fils la tâche de les pacifier. Tibère, prenant le commandement de l'armée en 12 av. J.-C., met en déroute les forces ennemies grâce à sa stratégie et à la ruse dont il fait preuve. Il soumet les Breuces avec l'aide de la tribu des Scordisques soumise peu de temps plus tôt par le proconsul Marcus Vinicius,. Il prive ses ennemis de leurs armes et il vend comme esclave la majorité des jeunes après les avoir déportés. Il obtient une victoire totale en moins de quatre ans notamment avec l'aide de grands généraux comme Marcus Vinicius, gouverneur de la Macédoine et Lucius Calpurnius Piso. Il met en place une politique de répression très dure contre les vaincus. En même temps, sur le front oriental, le gouverneur de la Galatie et Pamphylie, Lucius Calpurnius Piso, est contraint d'intervenir en Thrace car la population, et en particulier les Besses, menacent le souverain thrace, Rhémétalcès Ier, allié de Rome,,,.
En 11 av. J.-C., Tibère est engagé contre les Dalmates qui se sont rebellés à nouveau, et assez vite contre la Pannonie qui a profité de son absence pour conspirer à nouveau. Le jeune général est donc fortement impliqué dans la lutte simultanée contre plusieurs peuples ennemis, et il est obligé, à plusieurs reprises, de se déplacer d'un front à l'autre. En 10 av. J.-C., les Daces poussent au-delà du Danube et font des raids dans les territoires de Pannonie et de Dalmatie. Ces derniers, harcelés par les peuples soumis à Rome, se rebellent à nouveau. Tibère, qui s'est rendu en Gaule avec Auguste au début de l'année, est donc contraint de retourner sur le front illyrien, pour les affronter et les vaincre à nouveau. À la fin de l'année, il peut finalement revenir à Rome avec son frère Drusus et Auguste.
La longue campagne se conclut, la Dalmatie est désormais intégrée de façon permanente dans l'État romain et elle subit le processus de romanisation. Elle est confiée, comme province impériale, au contrôle direct d'Auguste : une armée y est stationnée en permanence, prête à repousser toutes attaques le long des frontières et à réprimer d'éventuelles nouvelles révoltes.
Auguste évite dans un premier temps d'officialiser la salutatio imperatoria dont les légionnaires ont acclamé Tibère (nommé imperator par ses troupes) et il se refuse à rendre les honneurs à son beau-fils ainsi qu'à autoriser la cérémonie du triomphe, contre l'avis du Sénat. Tibère est autorisé à parcourir la Via Sacra sur un char décoré de l'insigne du triomphe et à célébrer une ovation exceptionnelle (pénétrer à Rome en char, honneur qui n'avait encore été accordé à personne) : il s'agit d'un nouvel usage qui, bien que de moindre importance que la célébration de la victoire par un triomphe, constitue néanmoins un grand honneur,.

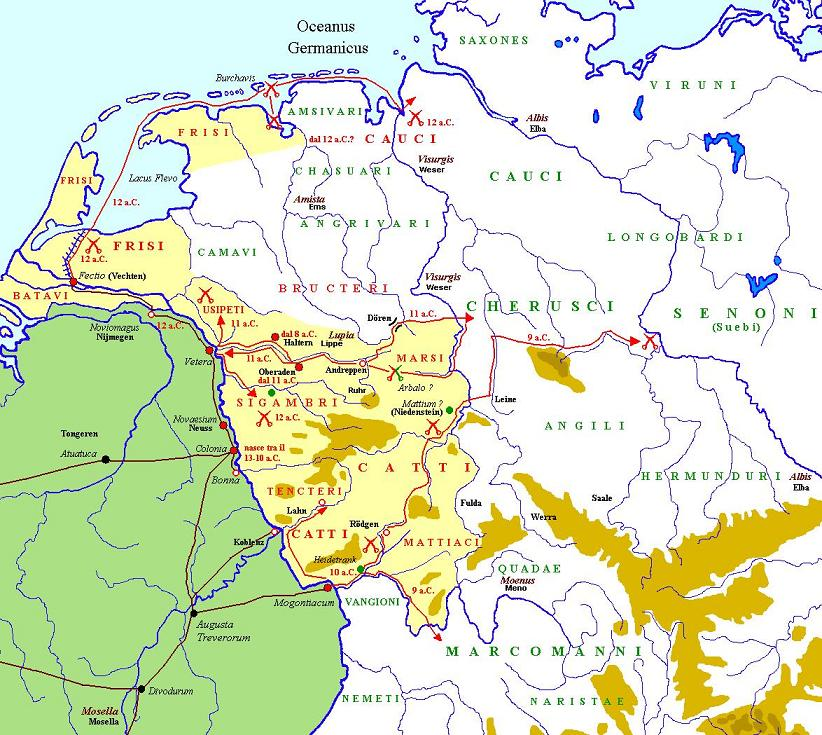
Campagne de Drusus en Germanie de 12 à 9 av. J.-C.

En 9 av. J.-C., Tibère se consacre entièrement à la réorganisation de la nouvelle province de l'Illyrie. Alors qu'il quitte Rome, où il a célébré sa campagne victorieuse pour se rendre sur les frontières orientales, Tibère est informé que son frère Drusus, qui se trouve sur les rives de l'Elbe pour lutter contre les Germains, est tombé de son cheval, se fracturant le fémur. L'incident semble banal et est donc négligé. La santé de Drusus se dégrade cependant fortement en septembre et Tibère le rejoint à Mogontiacum afin de le réconforter, après avoir parcouru en un seul jour, plus de deux cents miles.
Drusus, à la nouvelle de l'arrivée de son frère, ordonne que les légions le reçoivent dignement, et il meurt un peu plus tard dans ses bras. À pied, Tibère conduit le cortège funèbre qui ramène la dépouille de Drusus à Rome,. Arrivé à Rome, il prononce l'éloge funèbre (laudatio funebris) pour son frère défunt sur le Forum Romain alors qu'Auguste prononce le sien dans le cirque Flaminius ; le corps de Drusus est ensuite incinéré sur le champ de Mars et placé dans le mausolée d'Auguste.

#### En Germanie (8-7av. J.-C.)
Au cours des années 8-7 av. J.-C., Tibère se rend de nouveau en Germanie, envoyé par Auguste, pour continuer le travail commencé par son frère Drusus, avant sa mort prématurée, et combattre les populations locales. Il traverse donc le Rhin, et les tribus barbares, à l'exception des Sicambres, font, par peur, des propositions de paix qui reçoivent un net refus de la part du général, car il est inutile de conclure une paix sans l'adhésion des dangereux Sicambres ; quand ceux-ci envoient des hommes, Tibère les fait massacrer ou déporter. Pour les résultats obtenus en Germanie, Tibère et Auguste obtiennent encore l'acclamation d’imperator et Tibère est nommé consul en 7 av. J.-C.. Il peut donc terminer les travaux de consolidation du pouvoir romain dans la région par la construction de plusieurs ouvrages, y compris les camps romains de Oberaden (de) et Haltern, élargissant l'influence romaine jusqu'au fleuve Weser.

### Éloignement de la vie politique (6 av. J.-C.- 4apr. J.-C.)

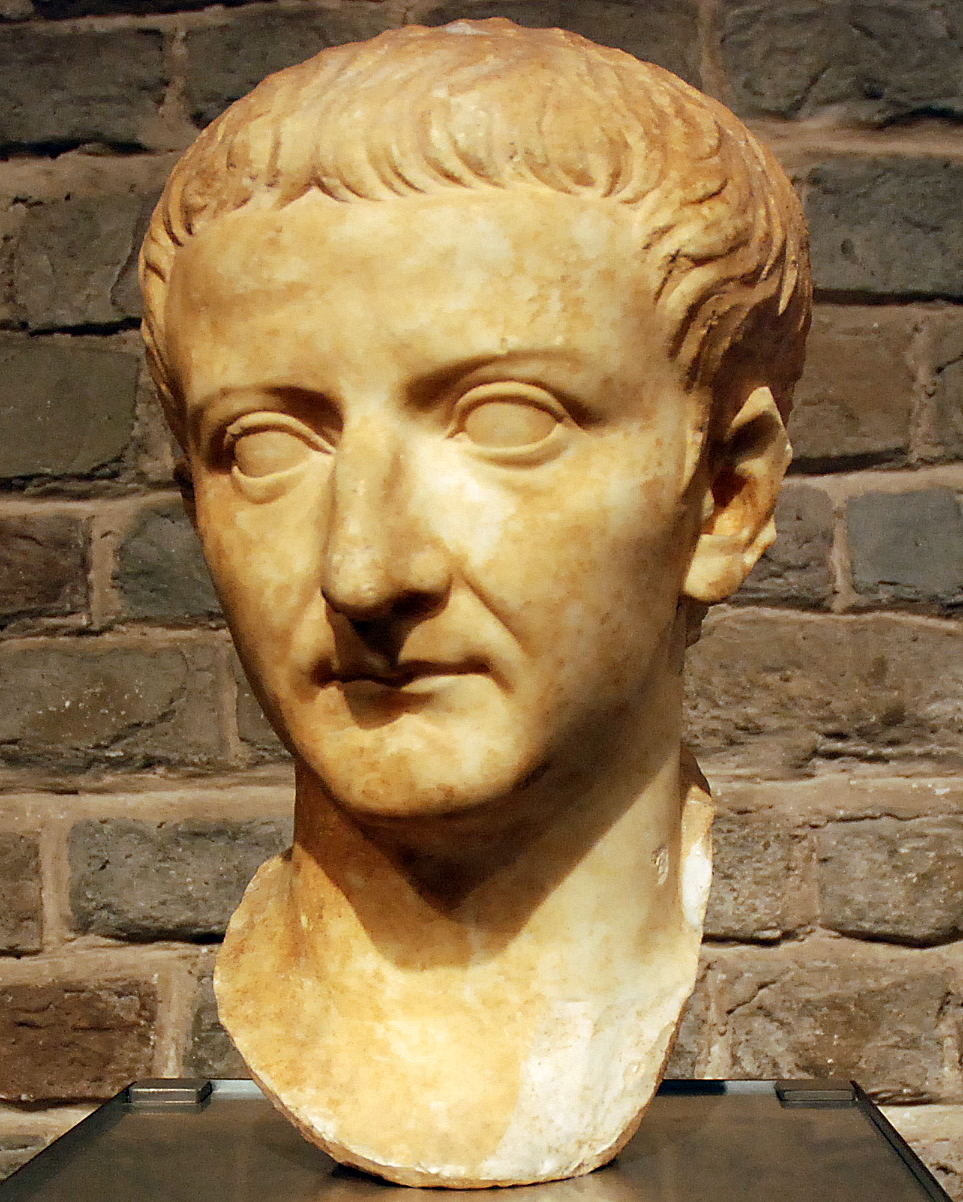
Un buste de Tibère conservé au musée romain-germanique de Cologne.

Poursuivant des intérêts politiques familiaux, Tibère est poussé par Auguste en 12 av. J.-C. à divorcer de sa première femme, Vipsania Agrippina, fille de Marcus Vipsanius Agrippa, qu'il a épousée en 16 av. J.-C. et de qui il a eu un fils, Julius Cæsar Drusus.
L'année suivante, il épouse Julia, la fille d'Auguste, et donc sa demi-sœur par alliance, veuve du même Agrippa,,. Tibère est sincèrement amoureux de sa première femme Vipsania et il ne s'en éloigne qu'avec beaucoup de regrets. L'union avec Julia connaît d'abord de l'amour et de l'harmonie, puis elle se dégrade rapidement après la mort de leur fils, né à Aquilée. L'attitude de Julia, entourée de nombreux amants, contraste avec le caractère de Tibère, particulièrement réservé.
En 6 av. J.-C., Auguste décide de conférer à Tibère la puissance tribunicienne pour 5 ans,, : sa personne devient ainsi sacrée et inviolable et cela lui donne le droit de veto. De cette façon, Auguste semble vouloir amener à lui son beau-fils, et il peut de plus mettre un frein à l'exubérance de ses jeunes petits-fils, Caius et Lucius César, les fils d'Agrippa, qu'il a adoptés et qui semblent être les favoris pour la succession.
Malgré cet honneur, Tibère décide de se retirer de la vie politique et de quitter la ville de Rome pour s'en aller dans un exil volontaire sur l'île de Rhodes, qui le fascine depuis la période où il y avait séjourné, de retour d'Arménie,. Certains affirment, comme Grant, qu'il est indigné et consterné par la situation ; d'autres estiment qu'il sent le manque de considération d'Auguste à son égard pour l'avoir utilisé comme tuteur de ses deux petits-fils, Caius et Lucius César, les héritiers désignés, en plus d'un malaise grandissant et du dégoût envers sa nouvelle femme.
Cette soudaine décision paraît étrange, car elle est prise au moment où Tibère remporte de nombreux succès et alors qu'il est au milieu de sa jeunesse et en pleine santé. Auguste et Livie tentent en vain de le retenir et le princeps évoque cette question au Sénat.
Tibère, en réponse, décide de cesser de manger et jeûne pendant quatre jours, jusqu'à ce qu'on l'autorise à quitter la ville pour aller là où il veut. Les historiens anciens ne donnent pas une interprétation unique de cette curieuse attitude. Suétone résume toutes les raisons qui ont conduit Tibère à quitter Rome :

« […] soit par dégoût de sa femme qu'il n'osait ni accuser ni répudier, et que pourtant il ne pouvait plus souffrir, soit pour éviter une assiduité fastidieuse, et non seulement affermir son autorité par l'absence, mais l'accroître même, dans le cas où la république aurait besoin de lui. Quelques-uns pensent que, les enfants d'Auguste étant adultes, Tibère leur abandonna de son plein gré le second rang qu'il avait longtemps occupé, à l'exemple d'Agrippa, qui, lorsque Marcellus eut été appelé aux charges publiques, s'était retiré à Mytilène, pour que sa présence ne lui donnât point l'air d'un concurrent ou d'un censeur. Tibère lui-même avoua, mais plus tard, ce dernier motif. […] »

— Suétone, Vie des douze Césars, Tibère, 10 (trad. Désiré Nisard, 1855)
Dion Cassius ajoute à ses thèses, qu'il énumère toutes aussi, que « Caius et Lucius se crurent méprisés ; Tibère craignit leur colère » ou encore qu'Auguste l'exile pour complots contre les jeunes princes qui sont ses héritiers, voire « que Tibère était mécontent de ne pas avoir été nommé César ».

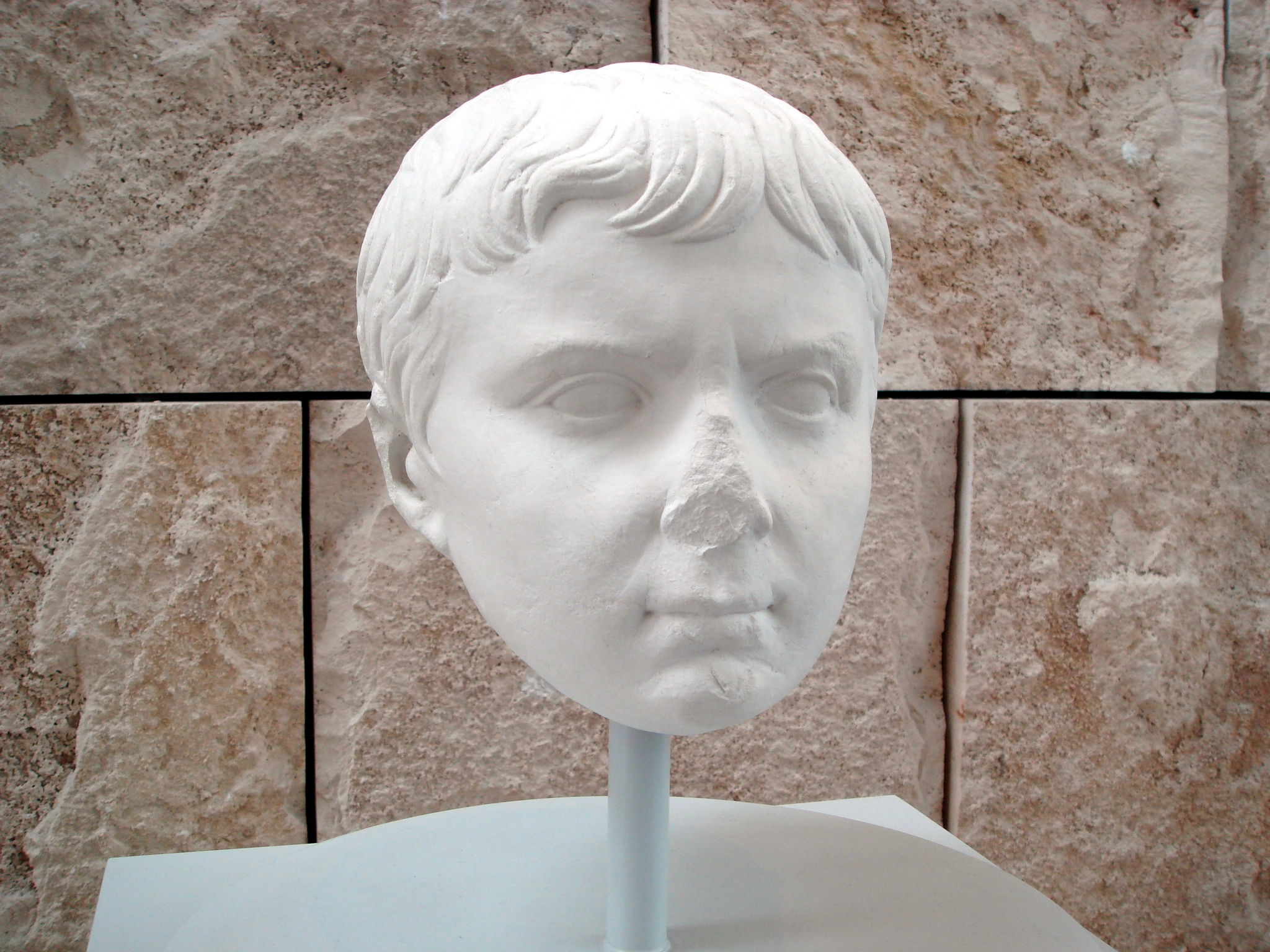
Buste de Caius enfant (Rome, musée dell'Ara Pacis, copie de l'original de l'époque augustéenne conservée au museo Oliveriano de Pesaro).

Pendant toute la durée de son séjour à Rhodes (près de huit ans), Tibère tient une position sobre, évitant de se trouver au centre de l'attention et de prendre part aux événements politiques de l'île, sauf dans un seul cas. En fait il n'a jamais utilisé son pouvoir issu de la puissance tribunitienne dont il est investi. Cependant, quand en 1 av. J.-C. il cesse d'en bénéficier, il décide de demander la permission de revoir ses parents : il estime que, quand bien même il participerait à la politique, il n'aurait plus pu, en aucune manière, mettre en danger la primauté de Caius et Lucius César. Il reçoit un refus et décide alors de faire appel à sa mère qui ne peut rien obtenir d'autre que Tibère soit nommé légat d'Auguste à Rhodes, et donc que sa disgrâce soit en partie cachée. Il se résigne donc à continuer à vivre comme un simple citoyen, inquiet et méfiant, évitant tous ceux qui viennent lui rendre visite sur l'île.
En 2 av. J.-C., sa femme Julia est condamnée à l'exil sur l'île de Ventotene (anciennement Pandataria), et son mariage avec elle est annulé par Auguste : Tibère, heureux de cette nouvelle, cherche à se montrer magnanime envers Julia, dans une tentative de retrouver l'estime d'Auguste.

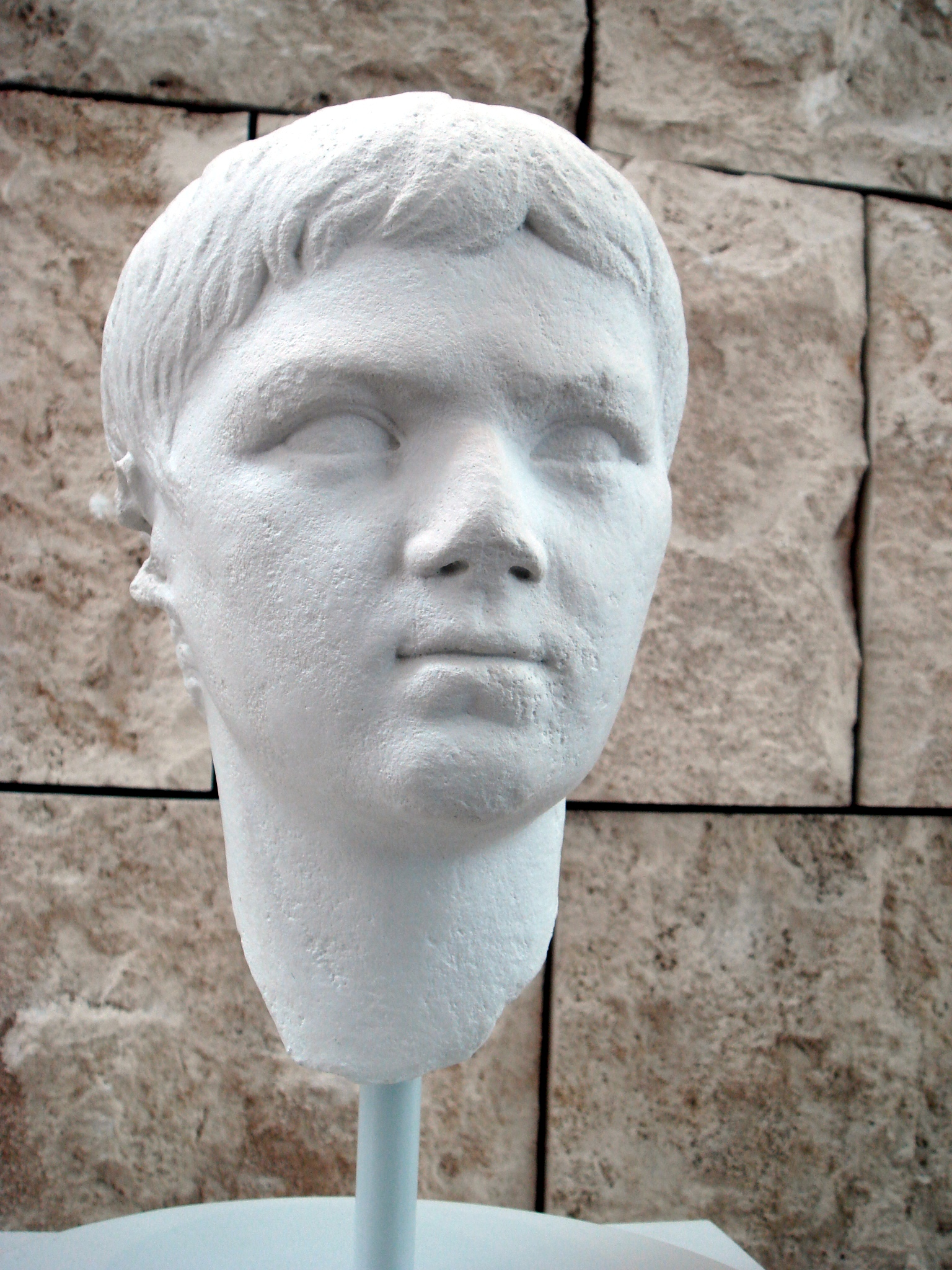
Buste de Lucius enfant (Rome, musée dell'Ara Pacis, copie de l'original de l'époque augustéenne conservée au museo Oliveriano de Pesaro).

En 1 av. J.-C., il décide de rendre visite à Caius César, qui vient d'arriver à Samos, après qu'Auguste lui a attribué l’imperium proconsulaire et l'a chargé d'effectuer une mission en Orient où est mort Tigrane III. La question arménienne est rouverte. Tibère l'honore en mettant de côté toutes les rivalités et en s'humiliant, mais Caius, poussé par son ami Marcus Lollius, ferme adversaire de Tibère, le traite avec détachement. Ce n'est qu'en 1 ap. J.-C., soit sept ans après son départ, que Tibère est autorisé à rentrer à Rome, grâce à l'intercession de sa mère Livie, mettant fin à ce qui a été un exil volontaire : en fait, Caius César, qui n'est plus sous la coupe de Lollius, accusé d'extorsion et traîtrise et qui s'est suicidé pour éviter une condamnation, consent à son retour et Auguste, qui a confié la question à son petit-fils, le rappelle en lui faisant jurer qu'il ne se serait intéressé en aucune manière au gouvernement de l'État.
À Rome, pendant ce temps, les jeunes nobiles qui soutiennent les deux Césars, ont développé un fort sentiment de haine à l'égard de Tibère, et ils continuent à le voir comme un obstacle à l'ascension de Caius César. Le même Marcus Lollius, avant le désaccord avec Caius César, s'offre d'aller à Rhodes pour tuer Tibère et bien d'autres nourrissent le même projet. À son retour à Rome, donc, Tibère doit agir avec beaucoup de prudence, sans jamais renoncer à la résolution de retrouver le prestige et l'influence qu'il a perdus au cours de son exil à Rhodes,,.
Juste au moment où leur popularité atteint le niveau le plus élevé, Lucius et Caius César meurent respectivement en 2 et 4, non sans que Livie soit soupçonnée : le premier tombe mystérieusement malade, tandis que le second est tué par trahison en Arménie alors qu'il négocie avec ses ennemis une proposition de paix.
Tibère qui, à son retour, a quitté son ancienne maison pour s'installer dans les jardins de Mécène (connus aujourd'hui sous le nom de Auditorium Mecenate, peut-être décorés avec des peintures de jardin par Tibère) et a évité de participer à la vie publique, est adopté par Auguste, qui n'a pas d'autres héritiers. Le princeps, toutefois, l'oblige à adopter à son tour son neveu Germanicus, fils de son frère Drusus, bien que Tibère ait déjà un fils conçu avec sa première femme, Vipsania, nommé Julius Cæsar Drusus et plus jeune d'un an seulement,. L'adoption de Tibère, qui prend le nom de Tiberius Julius Cæsar, est célébrée le 26 juin 4 avec une grande fête, et Auguste ordonne la distribution à ses troupes de plus d'un million de sesterces,,. Le retour de Tibère au pouvoir suprême donne, non seulement au principat une stabilité, une continuité et une harmonie interne mais aussi une nouvelle impulsion à la politique d'Auguste en matière de conquête et de gloire à l'extérieur des frontières impériales.

### Nouveaux succès militaires (4-11)

#### En Germanie (4-6)

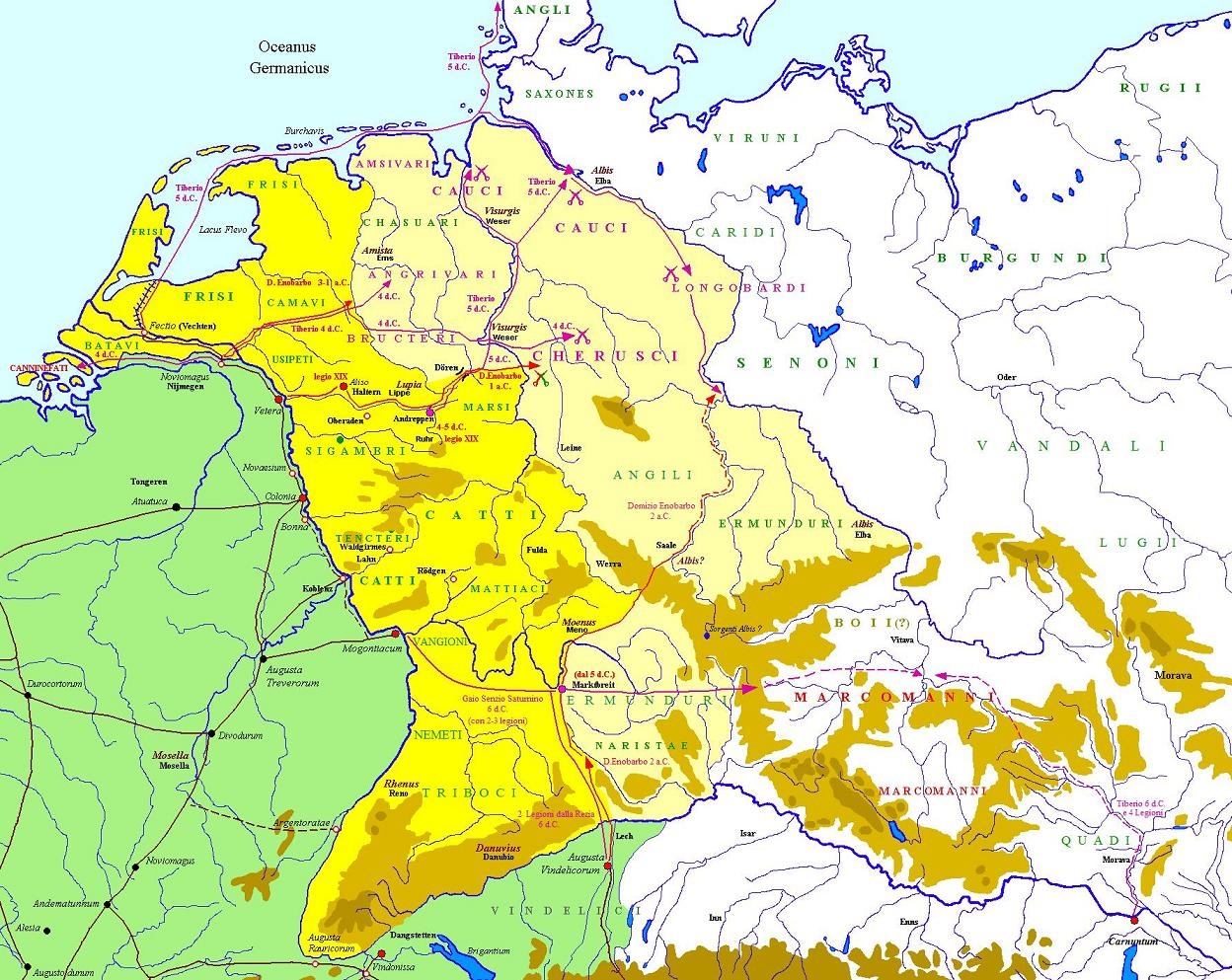
Les campagnes de Lucius Domitius Ahenobarbus (3 à 1 av. J.-C.) et de Tibère (4 à 6) en Germanie.

Immédiatement après son adoption, Tibère est de nouveau investi de l’imperium proconsulaire et de la puissance tribunitienne quinquennale ou décennale et il est envoyé par Auguste en Germanie parce que les précédents généraux (Lucius Domitius Ahenobarbus, légat de 3 à 1 av. J.-C. et Marcus Vinicius de 1 à 3 ap. J.-C.) n'ont pas été en mesure d'étendre la zone d'influence conquise antérieurement par Drusus entre 12 et 9 av. J.-C. Tibère veut aussi retrouver la faveur des troupes après une décennie d'absence.
Après un voyage triomphal au cours duquel il est à plusieurs reprises célébré par les légions qu'il a déjà commandées précédemment, Tibère arrive en Germanie, où, au cours de deux campagnes menées entre 4 et 5, il occupe de manière permanente, par de nouvelles actions militaires, toutes les terres de la zone septentrionale et centrale comprises entre le Rhin et l'Elbe. En 4, il soumet les Cananefates, les Chattuares et les Bructères, et place sous domination romaine les Chérusques qui s'en étaient soustraits. Avec le légat Caius Sentius Saturninus, il décide d'avancer encore plus dans les territoires germaniques et passe au-delà de la Weser, et en 5, il organise une opération de grande envergure qui implique l'utilisation de forces terrestres et de la flotte de la mer du Nord.
Assisté des Cimbres, des Chauques et des Sénons, qui ont été forcés de déposer les armes et de se rendre à la puissance de Rome, Tibère peut étreindre dans un étau meurtrier les redoutables Lombards,.
Le dernier acte nécessaire est celui d'occuper la partie méridionale de la Germanie et la Bohême des Marcomans de Marobod, afin de compléter le projet d'annexion et de faire du Rhin à l'Elbe, la nouvelle frontière,. Tibère conçoit un plan d'attaque impliquant l'utilisation de plusieurs légions lorsqu'une révolte éclate en Dalmatie et en Pannonie ce qui arrête l'avancée de Tibère et de son légat Caius Sentius Saturninus en Moravie. La campagne, conçue comme une « manœuvre à tenaille » est une opération stratégique majeure dans laquelle les armées de Germanie (2-3 légions), de Rhétie (2 légions) et d'Illyrie (4-5 légions) doivent se réunir en un point convenu et lancer l'attaque concertée. Le déclenchement de la révolte en Pannonie et en Dalmatie, empêche les légions de l'Illyrie de rejoindre celles de Germanie et il y a le risque que Marobod s'allie aux rebelles pour marcher sur Rome : Tibère, qui est à quelques jours de marche de l'ennemi, conclut hâtivement un traité de paix avec le chef marcoman et se dirige au plus vite en Illyrie,.

#### En Illyrie (6-9)
Après quinze années de paix relative, en 6, l'ensemble du secteur dalmate et pannone reprend les armes contre le pouvoir de Rome : la raison est l'incompétence des magistrats envoyés par Rome pour gérer la province, qui ont mis en place de lourdes taxes. L'insurrection commence dans la région sud-orientale de l'Illyrie avec les Dæsitiates commandés par un certain Baton, dit de « Dalmatie », qui est rejoint par la tribu pannone des Breuces sous le commandement d'un certain Pinnes et d'un second Baton, dit de « Pannonie ».
En raison de la crainte d'autres révoltes dans tout l'Empire, le recrutement de soldats devient problématique, de nouvelles taxes sont mises en place pour répondre à l'urgence. Les forces mises en œuvre par les Romains sont aussi importantes que lors de la deuxième guerre punique : dix légions et plus de quatre-vingts unités auxiliaires, ce qui équivaut à environ cent à cent vingt mille hommes.
Tibère envoie ses lieutenants en avant-garde afin de débarrasser la route des ennemis au cas où ils auraient décidé de marcher contre l'Italie : Marcus Valerius Messalla Messallinus réussit à vaincre une armée de 20 000 hommes et se barricade à Sisak pendant qu'Aulus Cæcina Severus défend la ville de Sirmium afin d'éviter sa prise et il repousse Baton de Pannonie sur la Drave. Tibère arrive sur le théâtre des opérations vers la fin de l'année lorsqu'une grande partie du territoire, à l'exception des places-fortes, est aux mains des rebelles, et la Thrace entre aussi en guerre aux côtés des Romains.
Comme à Rome, on est inquiet par le fait que Tibère tarde à régler le conflit, en 7, Auguste lui envoie Germanicus en qualité de questeur ; le général, pendant ce temps, pense à réunir les armées romaines engagées dans la région le long de la rivière Save, afin de disposer de plus de dix légions. De Sirmium, Aulus Cæcina Severus et Marcus Plautius Silvanus conduisent l'armée vers Sisak, éliminant les forces combinées des rebelles dans une bataille près des marais volcées. Après avoir rejoint les forces armées, Tibère inflige des défaites successives à ses ennemis, rétablissant l'hégémonie romaine sur la vallée de la Save et consolidant les conquêtes obtenues grâce à la construction de plusieurs forts. En prévision de l'hiver, il sépare les légions, il en conserve cinq avec lui à Sisak et envoie les autres protéger les frontières.
En 8, Tibère reprend les manœuvres militaires et bat en août une nouvelle armée pannone. À la suite de la défaite, Baton de Pannonie trahit Pinnes en le donnant aux Romains, mais il est par la suite capturé et exécuté par ordre de Baton de Dalmatie qui prend également le commandement des forces de la Pannonie. Un peu plus tard, Marcus Plautius Silvanus réussit à vaincre les Breuces de Pannonie qui étaient parmi les premiers à se rebeller. Débute alors l'invasion romaine en Dalmatie, Tibère dispose ses troupes pour être en mesure de lancer l'attaque finale de l'année suivante.
En 9, Tibère reprend les hostilités, en divisant l'armée en trois colonnes et en mettant Germanicus à la tête de l'une d'entre elles. Alors que ses lieutenants mettent fin aux derniers foyers de rébellion, il part en Dalmatie à la recherche du chef de la rébellion, Baton le Dalmate, se joignant à la colonne du nouveau légat Marcus Æmilius Lepidus. Il le rejoint dans la ville d'Andretium où les rebelles se rendent, mettant fin après quatre ans, au conflit.
Par cette victoire, Tibère est encore une fois acclamé imperator et il obtient le triomphe qu'il célèbre seulement un peu plus tard, alors qu'à Germanicus sont accordés les honneurs du triomphe (ornamenta triumphalia).

#### De nouveau en Germanie (9-11)
En 9, après que Tibère eut défait avec succès les rebelles dalmates, l'armée romaine stationnée en Germanie et dirigée par Varus, est attaquée et battue dans une embuscade tendue par une armée dirigée par le germain Arminius alors qu'il traverse la forêt de Teutobourg.
Trois légions, composées des hommes les plus expérimentés sont totalement anéanties, et les conquêtes romaines au-delà du Rhin sont perdues car elles restent privées d'une armée de garnison pour les garder. Auguste craint également que, après une telle défaite, les Gaulois et les Germains, s'alliant, marchent contre l'Italie. La décision du souverain marcoman Marobod est importante, et il reste fidèle aux pactes passés avec Tibère en 6 et refuse l'alliance avec Arminius.
Tibère, après avoir pacifié l'Illyrie, rentre à Rome où il décide de reporter la célébration du triomphe de manière à respecter le deuil imposé par la défaite de Varus. Le peuple aurait voulu qu'il prenne un surnom, comme le Pannonique (Pannonicus), l'Invincible (Invictus) ou le Pieux (Pius), qui permettrait de se souvenir de ses grandes entreprises. Auguste, pour sa part, rejette la demande en répondant que, un jour, il prendrait lui aussi le titre d'Auguste, puis il l'envoie sur le Rhin afin d'éviter que l'ennemi germanique attaque la Gaule romaine et que les provinces, à peine pacifiées, puissent se révolter de nouveau à la recherche de leur indépendance.
Arrivé en Germanie, Tibère peut mesurer la gravité de la défaite de Varus et ses conséquences qui empêchent d'envisager une nouvelle reconquête des terres qui vont jusqu'à l'Elbe,. Il adopte, par conséquent, une conduite particulièrement prudente prenant toutes les décisions avec le conseil de guerre et évitant de faire appel, pour la transmission des messages, à des hommes du cru comme interprètes. De la même façon il choisit avec soin les endroits où installer les camps, afin d'éviter tout risque d'être victime d'une nouvelle embuscade. Il met en place, pour les légionnaires, une discipline de fer, punissant de manière très sévère tous ceux qui transgressent les ordres. Par cette stratégie, il obtient un grand nombre de victoires et maintient la frontière le long du Rhin en s'assurant de la fidélité à Rome des peuples germaniques, parmi lesquels les Bataves, les Frisons et les Chauques qui habitent ces lieux.

### Succession (12-14)

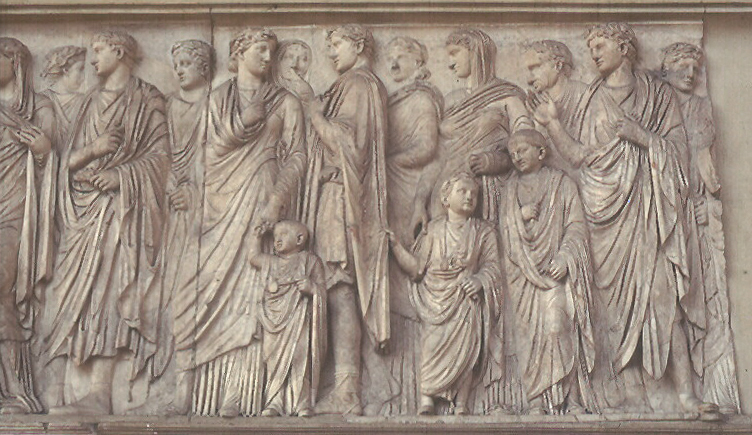
La procession de la famille d'Auguste sur le côté sud de l'autel de la paix.

La succession est l'une des plus grandes préoccupations de la vie d'Auguste. Il est souvent atteint de maladies qui font craindre, à maintes reprises, une mort prématurée. Le princeps épouse en 42 av. J.-C. Clodia Pulchra, belle-fille de Marc Antoine, qu'il répudie l'année suivante pour épouser Scribonia et peu après Livie.
Pendant quelques années, Auguste espère avoir comme héritier son gendre Marcus Claudius Marcellus, le fils de sa sœur Octavie, qui s'est marié avec sa fille Julia en 25 av. J.-C.. Marcellus est adopté mais il meurt jeune, deux ans plus tard. Auguste contraint alors Agrippa à épouser la jeune Julia, choisissant comme successeur son ami de confiance à qui il attribue l’imperium proconsulaire et la puissance tribunitienne. Agrippa décède avant Auguste en 12 av. J.-C., alors que se mettent en valeur pour leurs entreprises les frères Drusus, favori d'Auguste, et Tibère,. Après la mort prématurée de Drusus, le princeps donne sa fille Julia en mariage à Tibère, mais adopte les enfants d'Agrippa, Caius et Lucius Cæsar : ceux-ci meurent jeunes non sans suspecter une implication de Livie. Auguste, par conséquent, ne peut qu'adopter Tibère, parce que le seul autre descendant direct masculin encore en vie, le fils d'Agrippa, Agrippa Postumus, paraît brutal et dépourvu de toutes qualités, et il est pour cela envoyé dans l'île de Pianosa,,.

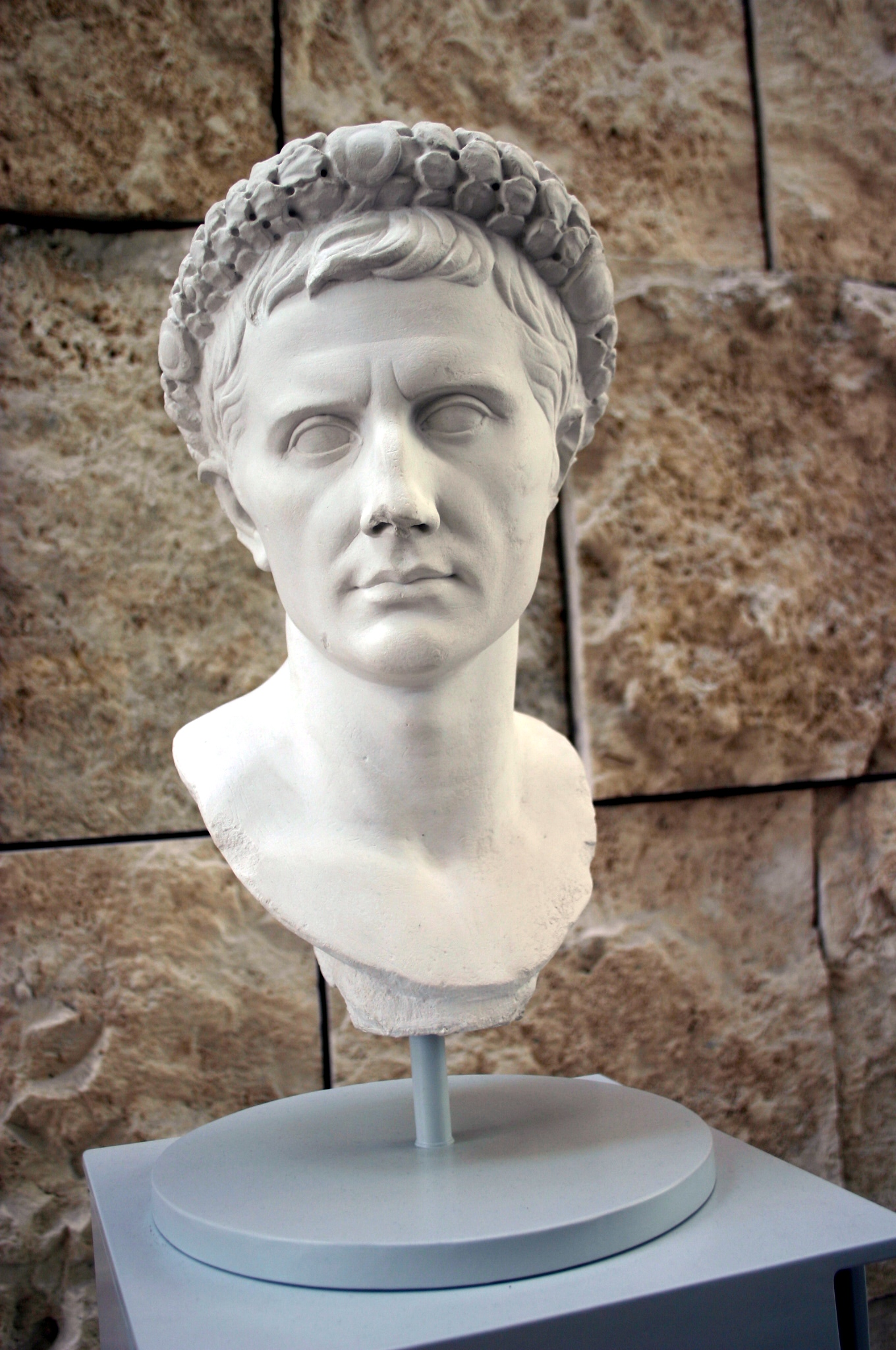
Buste d'Auguste ceint de la couronne civique (Rome, musée dell'Ara Pacis, copie de l'original de l'époque augustéenne conservée au museo Oliveriano de Pesaro).

Selon Suétone, Auguste, bien que plein d'affection envers son beau-fils, critique souvent certains aspects, mais il choisit de l'adopter pour plusieurs raisons :

« […] que les seules instances de Livie lui firent adopter Tibère ; ou que son ambition même l'y détermina, afin qu'un jour un tel successeur le fît d'autant plus regretter. […] [ou plutôt qu'ayant] mis dans la balance les vices et les qualités de Tibère, il trouva que celles-ci l'emportaient. […] dans l'intérêt de la république ; […] un général très habile, et comme l'unique appui du peuple romain. […] le plus vaillant et le plus illustre des généraux. […] »

— Suétone, Vie des douze Césars, Tibère, 21 (Trad. Désiré Nisard - 1855)
Tibère, après avoir mené les opérations en Germanie, célèbre à Rome le triomphe, pour la campagne en Dalmatie et en Pannonie d'octobre 12. Lors de cette cérémonie, il se prosterne publiquement devant Auguste, et il obtient en 13 le renouvellement de la puissance tribunitienne et de l’imperium proconsulare maius, titres qui le désignent comme successeur. Il est élevé au rang effectif de corégent avec Auguste, : il peut administrer les provinces, commander les armées et exercer pleinement le pouvoir exécutif, bien que dès son adoption, Tibère ait commencé à prendre une part active dans le gouvernement de l'État, aidant son beau-père pour la promulgation de lois et pour l'administration.
En 14, Auguste, désormais proche de la mort, appelle auprès de lui Tibère sur l'île de Capri : l'héritier, qui n'y a jamais été, reste profondément fasciné. C'est là qu'est décidé que Tibère se rendra de nouveau en Illyrie pour se consacrer à la réorganisation administrative de la province. Les hommes repartent ensemble à Rome, mais Auguste, saisi par une soudaine maladie, est contraint de s'arrêter dans sa villa de Nola, l'Octavianum, tandis que Tibère poursuit jusqu'à Rome et part pour l'Illyrie, comme cela est convenu.
Alors qu'il s'approche de la province, Tibère est rappelé en urgence parce que son beau-père, qui ne s'est plus déplacé de Nola, est désormais mourant. Selon Suétone, l'héritier rejoint Auguste et les deux ont un dernier entretien avant la mort du prince. Selon d'autres versions, au contraire, Tibère arrive à Nola quand Auguste est déjà mort. Dion Cassius ajoute que Livie provoque la mort de son mari par empoisonnement, si bien que Tibère arrive à Nola quand Auguste est déjà mort. Tacite mentionne une rumeur selon laquelle c'est Livie qui aurait tué Auguste parce qu'il s'était récemment rapproché de son neveu Agrippa Postumus, craignant que la succession de Tibère puisse être remise en question. Ces faits ne sont pas corroborés par les autres historiens et Auguste semble être décédé de causes naturelles.
Tibère annonce la mort d'Auguste, alors qu'arrive la nouvelle du mystérieux assassinat d'Agrippa Postumus par le centurion chargé de sa garde. Tacite signale que le meurtre est ordonné par Tibère ou Livie ; Suétone raconte qu'on ne sait pas si l'ordre est donné par Auguste sur son lit de mort, ou par d'autres, et que Tibère soutient qu'il est étranger à ce crime.
Craignant d'éventuels attentats sur sa personne, Tibère se fait escorter par des militaires, et il convoque le Sénat pour le 17 septembre afin de discuter des funérailles d'Auguste et de la lecture de son testament. Auguste laisse comme héritiers de son patrimoine Tibère et Livie (qui prend le nom d'Augusta), mais il fait également de nombreux dons au peuple de Rome et aux légionnaires présents dans les armées,. Les sénateurs décident de réaliser des funérailles solennelles au princeps défunt, le corps est incinéré au Champ de Mars, et ils commencent à prier Tibère d'assumer le rôle et le titre de son père, et donc de gouverner l'Empire romain. Tibère d'abord refuse, selon Tacite et Suétone, voulant être supplié par les sénateurs afin que le gouvernement de l'État ne semble pas prendre une forme autocratique mais que le système républicain reste, au moins formellement, intact. À la fin, Tibère accepte l'offre du Sénat, avant d'en irriter les mêmes esprits, probablement s'étant rendu compte qu'il y a l'absolue nécessité d'une autorité centrale : le corps (l'Empire) a besoin d'une tête (Tibère), d'après les propos de Gaius Asinius Gallus selon Tacite : « la République, formant un seul corps, devait être régie par une seule âme ». L'argument avancé par les auteurs pro-Tibère est plus probable : ils indiquent que les hésitations de Tibère pour prendre la direction de l'État sont dictées par une réelle modestie, plutôt que par une stratégie préméditée, peut-être suggérée par l'empereur Auguste,.

## Empereur romain

### Histoire de son Principat (14-37)

#### Leprincepset Germanicus (14-19)

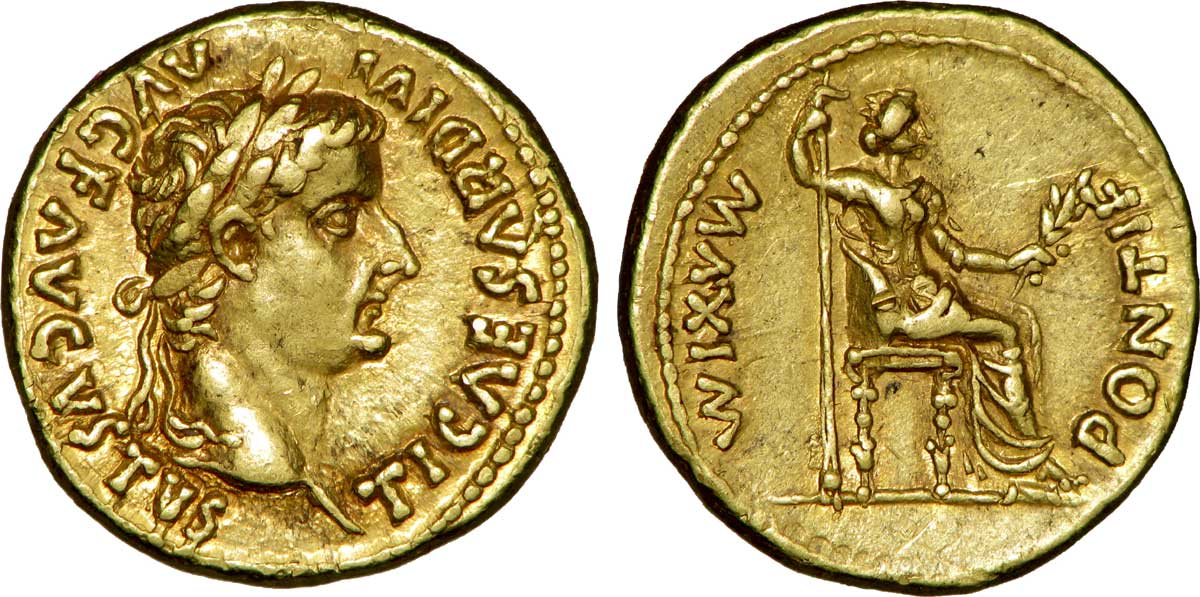
Aureus à l'effigie de Tibère. Description avers : tête laurée de Tibère à droite. Traduction avers : « Tiberius Cæsar Divi Augusti Filius Augustus » (Tibère César fils du divin Auguste, auguste). Date : c. 27-30. Description revers : Pax (la Paix) ou Livie assise à droite sur un siège décoré, tenant une branche d'olivier de la main gauche et de la droite un long sceptre bouleté à son extrémité. Traduction revers : « Pontifex Maximus » (Grand pontife).

Après la séance du Sénat du 17 septembre 14, Tibère devient le successeur d'Auguste à la tête de l'État romain, regroupant la puissance tribunitienne, l’imperium proconsulare maius et d'autres pouvoirs dont bénéficiait Auguste, et prenant le titre de princeps. Tibère reste empereur pendant plus de vingt ans, jusqu'à sa mort en 37. Son premier acte est de ratifier la divinisation de son père adoptif, Auguste (Divus Augustus), comme cela fut fait précédemment pour Jules César, en confirmant aussi le legs aux soldats,.

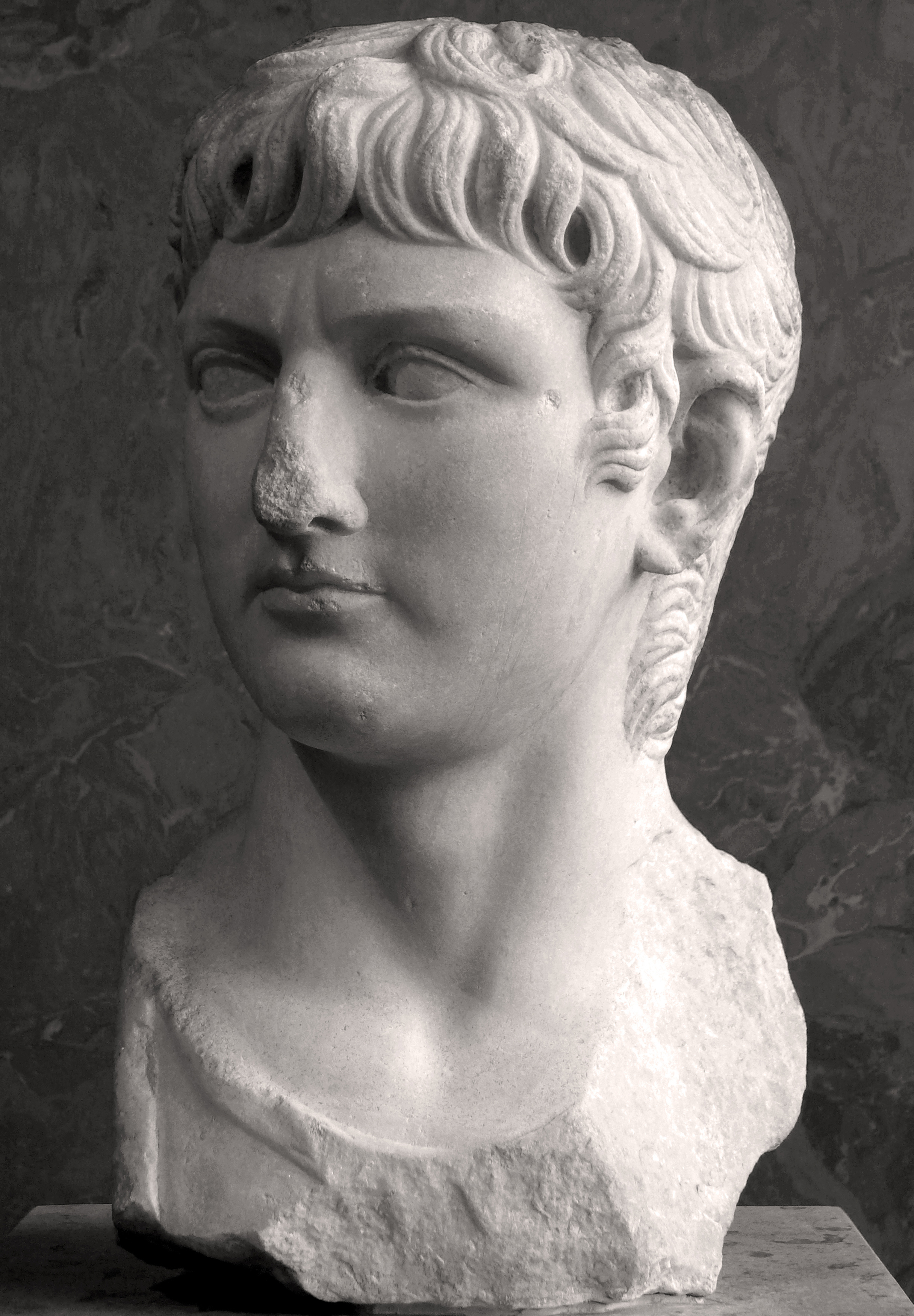
Buste de Germanicus (copie romaine en marbre d'un buste réalisé en 4 à l'occasion de l'adoption de Germanicus par Tibère, Paris, musée du Louvre.

Dès le début de son principat, Tibère se trouve devoir vivre avec l'important prestige que Germanicus, le fils de son frère Drusus qu'il a adopté sur l'ordre d'Auguste, acquiert auprès de tout le peuple de Rome. Ce prestige provient des campagnes sur le front septentrional que Germanicus a menées à leurs termes. Ceci lui a valu l'estime de ses collaborateurs et des légionnaires, réussissant à récupérer deux des trois « aigles légionnaires » perdues lors de la bataille de Teutobourg. Sa popularité est telle qu'il aurait pu prendre le pouvoir en chassant son père adoptif dont l'accession au principat s'est accompagnée de la mort de tous les autres parents qu'Auguste avait indiqués comme héritiers. Le ressentiment conduit Tibère à donner à son fils adoptif une mission particulière en Orient de manière à l'éloigner de Rome. Le Sénat décide de donner au jeune homme l’imperium proconsulare maius sur toutes les provinces orientales. Tibère, cependant, n'a aucune confiance en Germanicus, qui en Orient, se serait trouvé sans aucun contrôle et exposé à l'influence de son entreprenante femme Agrippine l'Aînée. Il décide donc de placer à ses côtés un homme de confiance : le choix de Tibère se porte sur Gnæus Calpurnius Piso qui est un homme dur et inflexible et qui a été consul avec Tibère en 7 av. J.-C. Germanicus part en 18 pour l'Orient avec Piso qui est nommé gouverneur de la province de la Syrie. La succession n'est donc pas résolue, la rivalité entre son fils cadet Julius Cæsar Drusus et le fils aîné — juridiquement l'héritier — adopté Germanicus étant latente.
Germanicus, revient en Syrie en 19, après avoir résidé en Égypte au cours de l'hiver. Il entre en conflit ouvert avec Piso, qui a annulé toutes les mesures que Germanicus a prises. Piso, en réponse, décide de quitter la province pour retourner à Rome. Peu de temps après le départ de Piso, Germanicus tombe malade et meurt après de longues souffrances, à Antioche, le 10 octobre. Avant de mourir, Germanicus exprime sa conviction d'avoir été empoisonné par Piso et adresse une dernière prière à Agrippine afin qu'elle venge sa mort. Après les funérailles, Agrippine rentre à Rome avec les cendres de son mari où la peine de tout le peuple est grande. Tibère, pour éviter d'exprimer publiquement ses sentiments, n'assiste même pas à la cérémonie au cours de laquelle les cendres de Germanicus sont placées dans le mausolée d'Auguste. En fait, Germanicus pourrait être décédé de mort naturelle, mais sa popularité croissante accentue l'événement, qui est également amplifié par l'historien Tacite.

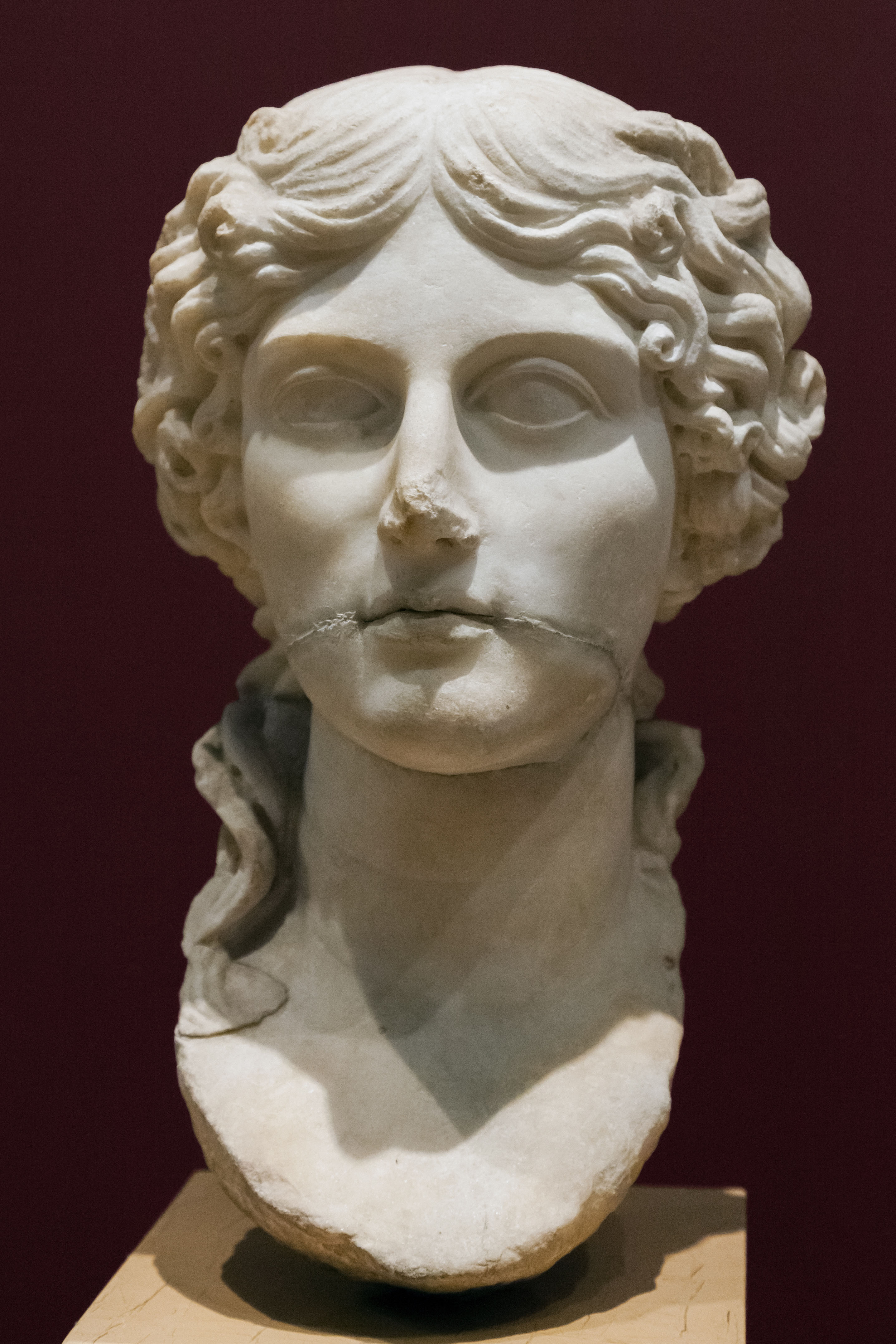
Buste d'Agrippine l'Aînée réalisé au (Istanbul, musée archéologique).

Dès le début, une suspicion s'installe alimentée par les paroles prononcées par Germanicus mourant qui accuse Piso d'avoir provoqué sa mort en l'empoisonnant. Ainsi, la rumeur d'une participation de Tibère se propage, presque comme l'instigateur de l'assassinat de Germanicus, ayant choisi personnellement d'envoyer Piso en Syrie,,. Lorsque Piso est jugé, accusé d'avoir commis, également, de nombreux délits, l'empereur tient un discours très modéré dans lequel il évite de prendre position pour ou contre la condamnation du gouverneur. Piso ne peut pas être poursuivi pour un empoisonnement qui apparaît même pour les accusateurs impossible à prouver, et le gouverneur, certain d'être condamné pour d'autres délits qu'il a commis, décide de se suicider avant que soit prononcé un verdict,,.
La popularité de Tibère sort amoindrie de cet épisode car Germanicus était très aimé. Tacite écrit de lui, cent ans après sa mort :

« […] [Germanicus avait] l'esprit populaire et les manières affables du jeune César [qui] contrastaient merveilleusement avec l'air et le langage de Tibère, si hautain et si mystérieux […] »

— Tacite, Annales, I, 33 (trad. Jean-Louis Burnouf, 1859)
Les deux personnages ont des manières de faire très différentes : Tibère se distingue par sa froideur, sa réserve et son pragmatisme, tandis que Germanicus se fait remarquer par sa popularité, sa simplicité et sa fascination. Ronald Syme soutient qu'il est vraisemblable que Tibère choisit Piso comme son confident, lui conférant un secreta mandata (« ordres confidentiels ») pour éviter que le jeune âge de l'héritier au trône puisse conduire Germanicus à une inutile et coûteuse guerre contre les Parthes. La situation, cependant, échappe à Piso, probablement en raison des frictions entre les épouses du légat impérial et du titulaire de l’imperium proconsulaire, de sorte que l'inimitié entre les deux dégénère en conflit ouvert. La mort de Germanicus ne fait que donner un aspect négatif au personnage du princeps dans l'historiographie.
S'il est peu probable que Tibère ait ordonné la mort de Germanicus, cet événement tragique accentue définitivement le climat de suspicion qui règne entre l'empereur et les proches d'Agrippine l'Aînée. Cette dernière a fédéré autour d'elle les amis de Germanicus, des aristocrates puissants. Elle fera tout pour préparer ses fils aînés à la succession de Tibère.

#### Mort de son successeur Julius Cæsar Drusus (19-23)

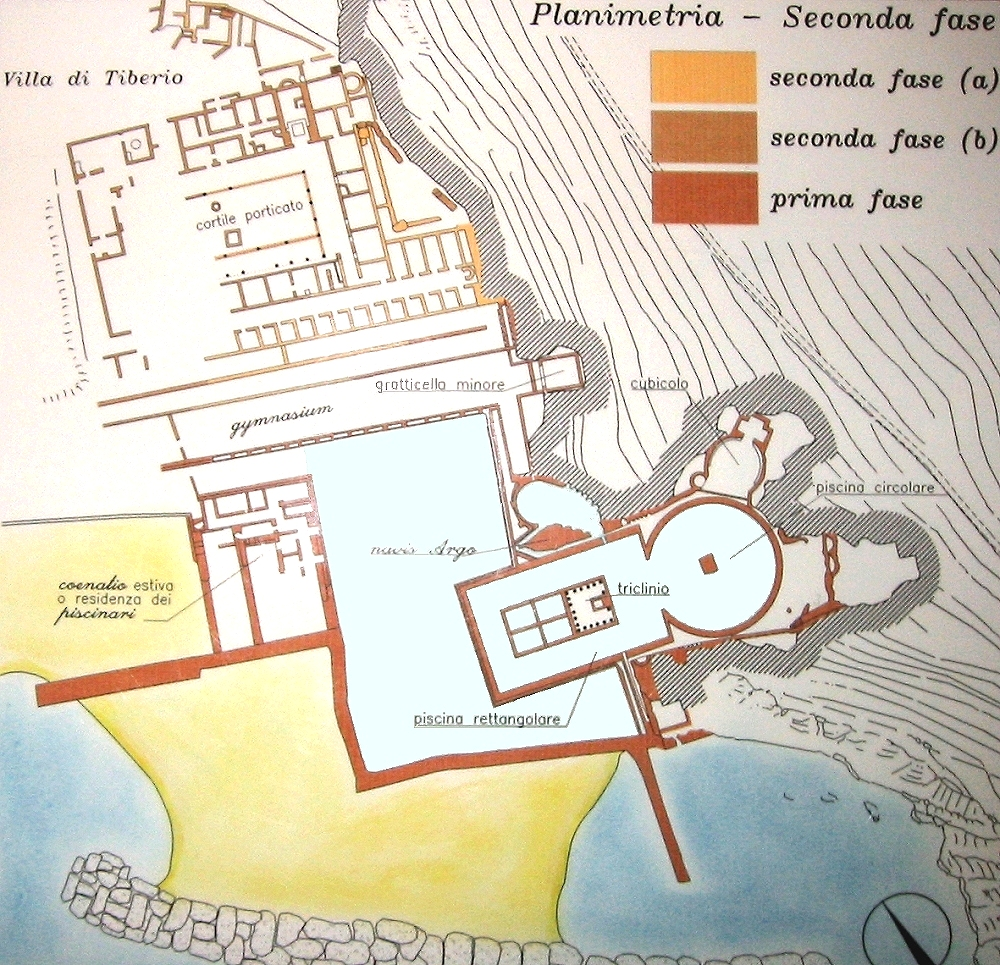
La villa de Tibère à proximité de Sperlonga.

La mort de Germanicus ouvre la voie de la succession à l'unique fils naturel de Tibère, Julius Cæsar Drusus, qui a, jusque-là, accepté un rôle mineur par rapport à son cousin Germanicus. Il a seulement un an de moins que le défunt et il est aussi intelligent, comme cela apparaît clairement dans la façon dont il fait face à la révolte en Pannonie.
Pendant ce temps, Séjan, nommé préfet du prétoire aux côtés de son père en 16, réussit rapidement à gagner la confiance de Tibère. Aux côtés de Drusus, favori pour la succession, s'ajoute le personnage de Séjan qui acquiert une grande influence sur l'œuvre de Tibère. Le préfet du prétoire, qui fait preuve d'une réserve en tous points similaire à celle de l'empereur, est en fait animé d'un fort désir de pouvoir, et il aspire à devenir le successeur de Tibère. Séjan voit également croître énormément son pouvoir lorsque les neuf cohortes prétoriennes sont regroupées dans la ville de Rome, près de la porte Viminale.
Entre Séjan et Drusus s'installe une situation de rivalité, et le préfet commence à réfléchir à la possibilité d'assassiner Drusus et les autres successeurs possibles de Tibère. Il séduit la femme de Drusus, Livilla, et a avec elle une relation. Peu après, en 23, Drusus meurt empoisonné, et le public suspecte, sans aucun fondement, que Tibère aurait pu ordonner le meurtre de Drusus, mais il semble plus probable que Livilla soit seule impliquée.
Huit ans plus tard, Tibère apprend que son fils a été assassiné par sa belle-fille Livilla et son conseiller dans lequel il plaçait toute sa confiance, Séjan,.

#### Départ pour Capri et ascension de Séjan (23-31)

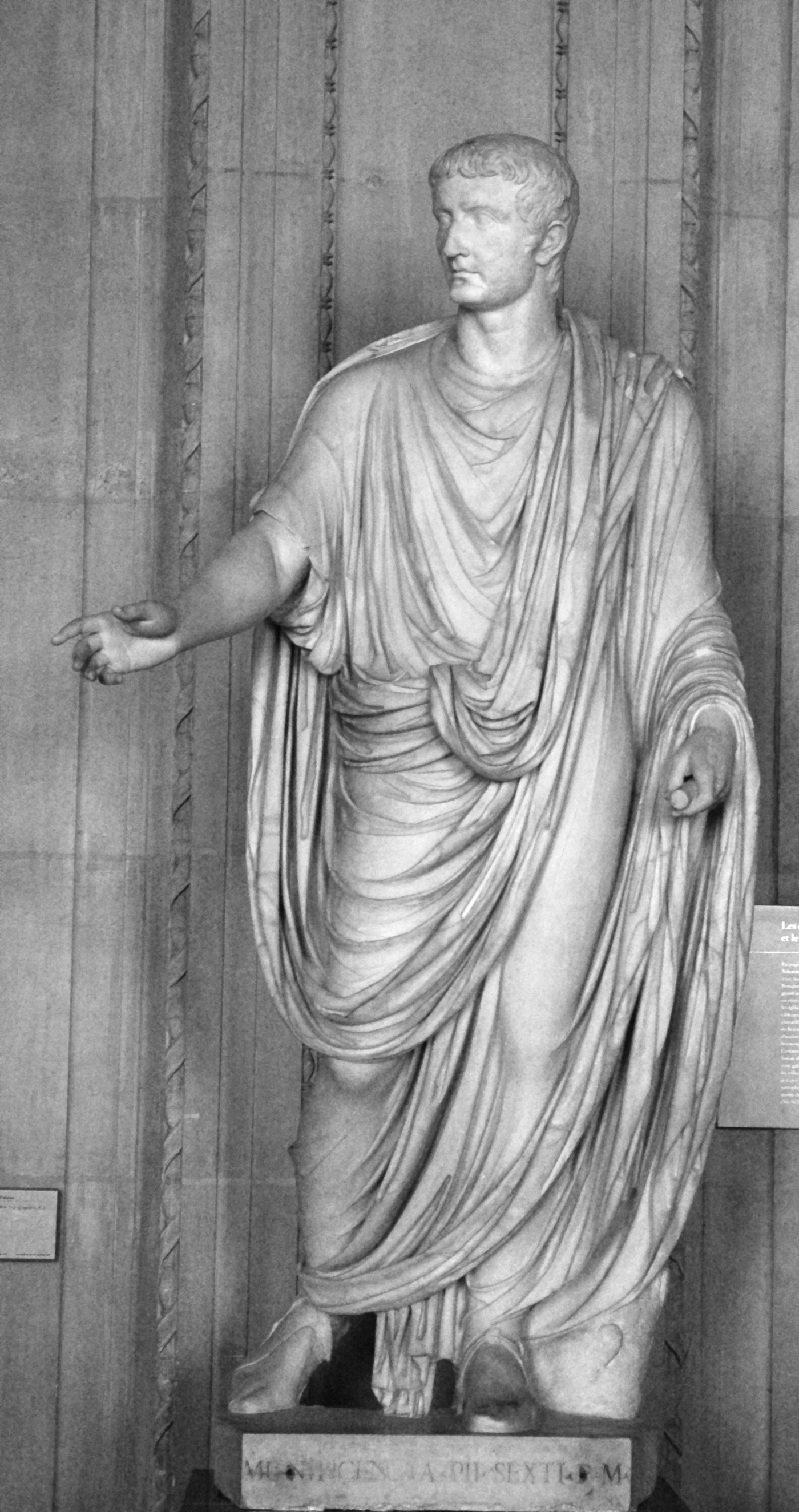
Marbre de Tibère, découvert à Capri, hauteur de 2 mètres, musée du Louvre à Paris.

Tibère se trouve une fois de plus, à l'âge de 64 ans, sans héritier, parce que les jumeaux de Drusus, nés en 19, sont trop jeunes, et que l'un d'entre eux est décédé peu après son père. Il choisit de proposer comme successeur les jeunes fils de Germanicus qui ont été adoptés par Drusus et qu'il place sous la protection des sénateurs. Séjan a, alors, de plus en plus de pouvoir, de sorte qu'il espère devenir empereur après la mort de Tibère. Il commence une série de persécutions envers les enfants et la femme de Germanicus, Agrippine, puis contre les amis de Germanicus et beaucoup d'entre eux sont contraints à l'exil ou choisissent le suicide, pour éviter une condamnation.
Tibère, attristé par la mort de son fils et excédé par l'hostilité de la population de Rome, décide de se retirer d'abord en Campanie en 26, puis à Capri l'année suivante, sur les conseils de Séjan, pour ne plus jamais revenir à Rome,. Il a déjà soixante-sept ans et il est probable que l'envie de s'éloigner de Rome le tente déjà depuis un certain temps.
Il semble qu'après avoir vu son fils mourir, il ait parlé de sa démission. Il ne peut plus supporter de voir des gens autour de lui qui lui rappellent Drusus, sans oublier la proximité de Livie, qui lui est devenue insupportable. Une maladie qui le défigure augmente sa susceptibilité mais son retrait est une très grave erreur, bien qu'il continue à gérer les problèmes de l'Empire depuis Capri.
Le préfet du prétoire, pendant ce temps, profitant de la pleine confiance de l'empereur prend le contrôle de toutes les activités politiques, devenant le représentant incontesté de la puissance impériale. Il réussit également à convaincre le princeps de concentrer l'ensemble des neuf cohortes prétoriennes, auparavant réparties entre Rome et les autres villes italiques, dans Rome (dans la caserne de la Garde prétorienne) à sa disposition, alors que Tibère a quitté Rome.

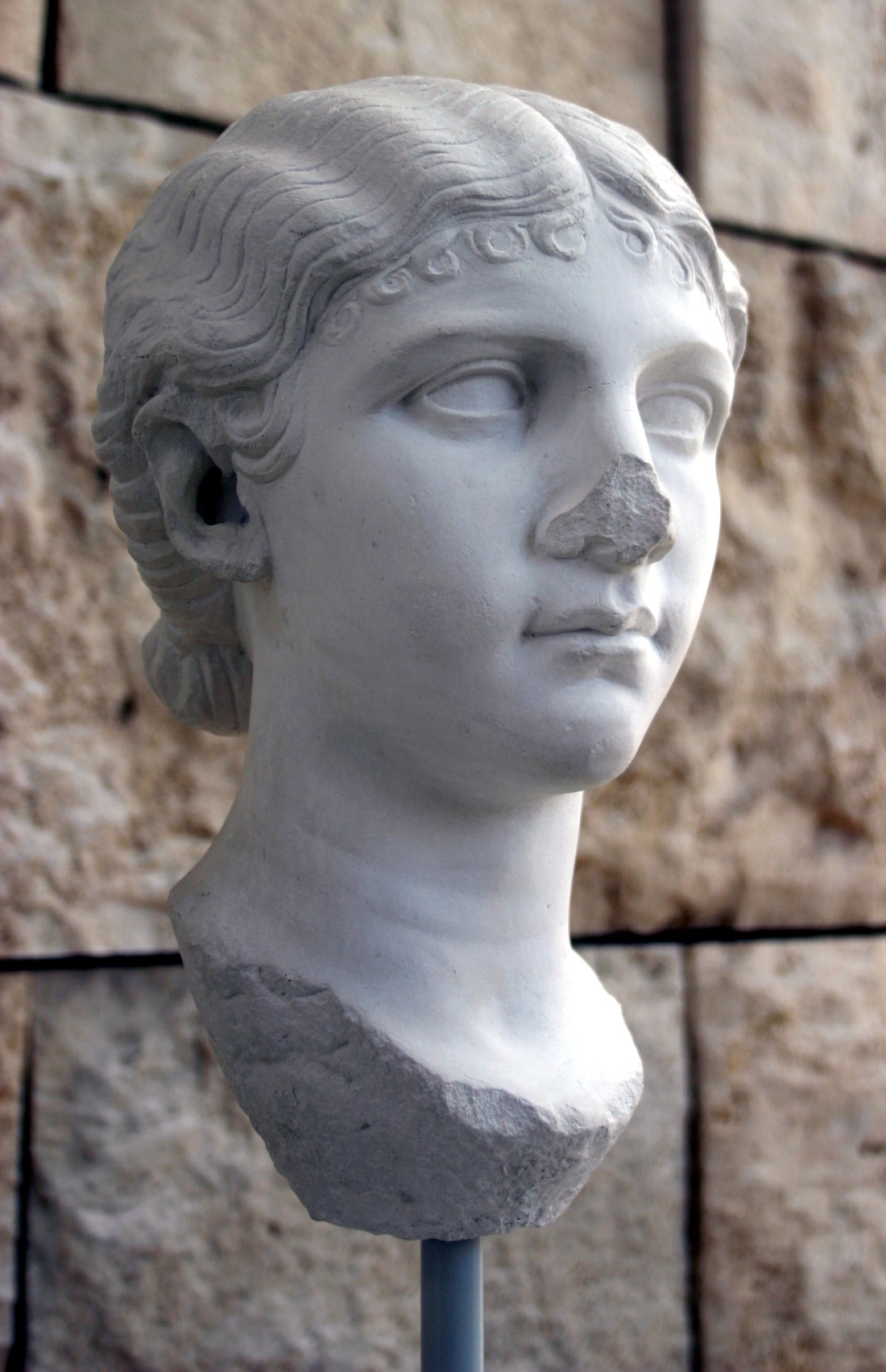
Buste d'Antonia Minor (Rome, musée dell'Ara Pacis, copie de l'original de l'époque augustéenne conservée au museo Oliveriano de Pesaro).

Tibère, cependant, se tient informé de la vie politique de Rome, et il reçoit régulièrement des notes qui l'informent des discussions menées au Sénat. Il peut, grâce à la création d'un véritable service postal, exprimer son point de vue, et il est également en mesure de donner des ordres à ses émissaires à Rome. L'éloignement de Tibère de Rome conduit à une progressive diminution du rôle du Sénat au profit de l'empereur et de Séjan.
Le préfet du prétoire commence à persécuter ses opposants, les accusant de lèse-majesté afin de les éliminer de la scène politique. Cette situation conduit à la création d'un climat de suspicion généralisée qui, à son tour, provoque de nouvelles rumeurs sur la participation de l'empereur aux nombreux procès politiques intentés par Séjan et ses collaborateurs. En 29, lorsque Livie qui, avec son caractère autoritaire, a toujours influencé le gouvernement, meurt à l'âge de 86 ans, son fils refuse de retourner à Rome pour les funérailles et interdit sa divinisation,. Séjan peut procéder, sans être dérangé, à une série d'actions contre Agrippine et son fils aîné Nero Iulius Cæsar qui est accusé notamment de tentatives de subversion, ce qui lui vaut d'être condamné au confinement sur l'île de Ponza où il meurt de faim en 30. Agrippine, accusée d'adultère, est expulsée sur l'île Pandataria où elle meurt en 33,.
Le projet de Séjan a précisément pour objectif de s'assurer de la succession de l'empereur. Après avoir éliminé les descendants directs de Tibère, le préfet est désormais le seul candidat à la succession, et il tente en vain de devenir parent de l'empereur par son mariage avec la veuve de Drusus, Livilla. Il commence à viser l'attribution de la puissance tribunitienne qui aurait officiellement permis sa nomination suivante en tant qu'empereur, le rendant ainsi sacré et inviolable, et il obtient, en 31, le consulat avec Tibère,. Dans le même temps, la veuve de Nero Claudius Drusus, Antonia Minor, se fait la porte-parole des sentiments d'une grande partie de la classe sénatoriale et dénonce dans une lettre à Tibère toutes les intrigues et les actes de sang dont Séjan, qui est en train d'ordonner une conspiration contre l'empereur, est responsable.
Tibère, alerté, décide de destituer le puissant préfet et il organise une habile manœuvre avec l'aide du préfet de Rome Macron.

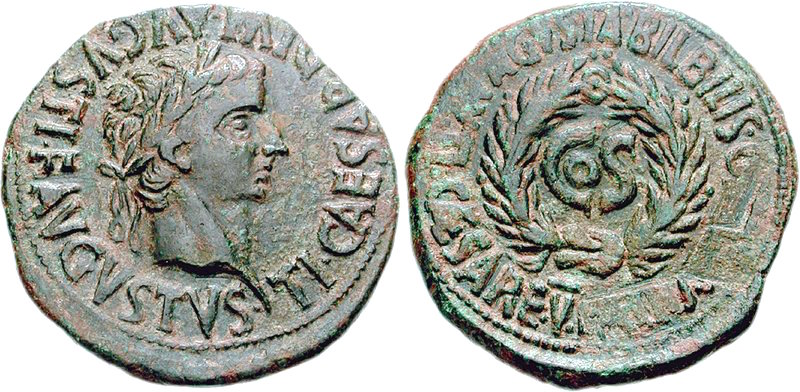
Monnaie de Tibère portant sur une face une légende sur laquelle a été abrasé le nom de Séjan frappé de la damnatio memoriæ. La pièce date du cinquième consulat de Tibère et porte la mention : TI CÆSAR DIVI AVGVSTI F AVGVSTVS et MVN AGVSTA BILBILIS TI CÆSARE V L. ÆLIO SEIANO COS.

Afin de ne pas éveiller les soupçons, l'empereur nomme Séjan pontife, promettant de lui donner au plus tôt la puissance tribunitienne. En même temps, Tibère quitte la charge de consul ce qui oblige Séjan à y renoncer aussi. Le 17 octobre 31 enfin, Tibère, nomme secrètement préfet du prétoire et chef des cohortes urbaines le préfet de Rome, Macron. Il l'envoie à Rome avec l'ordre de se mettre d'accord avec Lacon, préfet des vigiles, et avec le nouveau consul désigné Publius Memmius Regulus, afin de convoquer le lendemain le Sénat dans le temple d'Apollon, sur le mont Palatin. Ainsi, Tibère obtient l'appui des cohortes urbaines et des vigiles contre une éventuelle réaction des prétoriens en faveur de Séjan.
Quand Séjan arrive au Sénat, il est informé par Macron de l'arrivée d'une lettre de Tibère annonçant l'attribution de la puissance tribunitienne. Ainsi, pendant que Séjan, jubilant, prend place parmi les sénateurs, Macron, resté en dehors du temple, éloigne les prétoriens de garde, les remplaçant par les vigiles de Lacon. Puis, confiant la lettre de Tibère au consul pour qu'il la lise devant le Sénat, il rejoint la caserne de la Garde prétorienne pour annoncer sa nomination comme préfet du prétoire.
Dans cette lettre, délibérément très longue et très vague, Tibère évoque différents sujets, tantôt louant Séjan, tantôt le critiquant, et à la fin seulement, l'empereur accuse le préfet de trahison, ordonnant sa destitution et son arrestation. Séjan, consterné par la tournure inattendue, est immédiatement emmené, enchaîné par les vigiles et peu après sommairement jugé par le Sénat qui s'est réuni au temple de la Concorde : il est condamné à mort et à la damnatio memoriæ,.
La sentence est exécutée la nuit même dans la prison du Tullianum par strangulation, et le corps du préfet est laissé à la population qui le traîne dans les rues de la ville. À la suite des mesures prises par Séjan à l'encontre d'Agrippine et de la famille de Germanicus, le peuple a développé une forte aversion envers le préfet. Le Sénat déclare le 18 octobre fête publique et ordonne l'érection d'une statue à la Liberté.

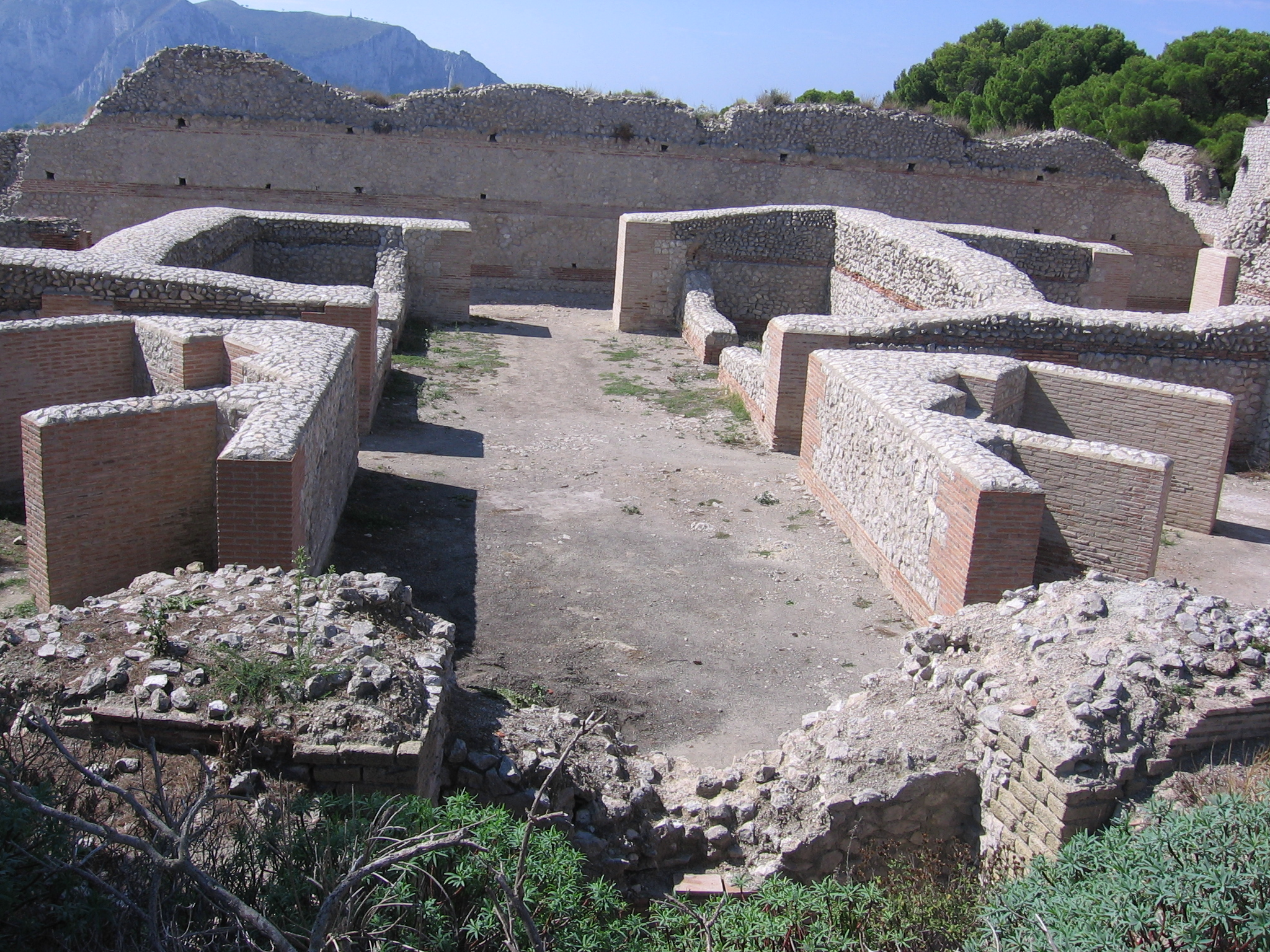
Ruines de la Villa Jovis sur l'île de Capri.

Quelques jours plus tard, les trois jeunes fils du préfet sont sauvagement étranglés dans la prison du Tullianum. Son ex-femme, Apicata, se suicide après avoir envoyé une lettre à Tibère révélant les fautes de Séjan et de Livilla à l'occasion de la mort de Drusus. Livilla est jugée, et pour éviter une condamnation certaine, elle se laisse mourir de faim. Après la mort de Séjan et de sa famille, une série de procès à l'encontre des amis et collaborateurs du défunt préfet provoque leur condamnation à mort ou les contraint au suicide.

#### Dernières années: un nouvel exil (31-37)

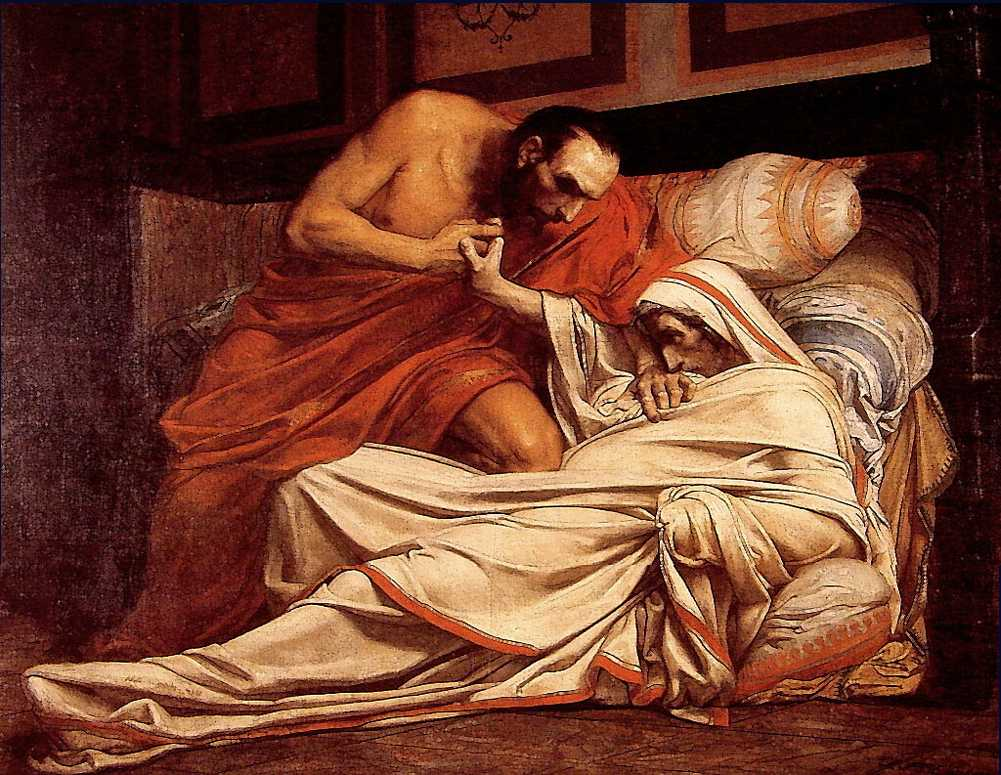
La Mort de Tibère, par Jean-Paul Laurens, 1864, musée des Augustins, Toulouse.

Tibère passe la dernière partie de son règne sur l'île de Capri, entouré par des hommes de savoir, des avocats, des écrivains et même des astrologues. Il fait construire douze maisons pour ensuite vivre dans celle qu'il préfère, la villa Jovis. Tacite et Suétone racontent qu'à Capri, Tibère laisse libre cours à ses vices, s'abandonnant à ses désirs effrénés mais il semble plus probable que Tibère ait maintenu sa coutumière réserve, évitant les excès comme il l'a toujours fait et sans négliger ses devoirs envers l'État et continuant à travailler dans son intérêt.
Après la chute de Séjan, la question de la succession ressurgit, et en 33, Drusus Iulius Cæsar, le plus grand des enfants de Germanicus resté en vie, meurt de faim après avoir été condamné au confinement en 30 à la suite d'une accusation d'avoir conspiré contre Tibère.
Quand Tibère, en 35, dépose son testament, il ne peut choisir que parmi trois successeurs possibles, et n'inclut que son petit-fils Tiberius Gemellus, fils de Julius Cæsar Drusus, et son petit-neveu Caligula, fils de Germanicus. Reste donc exclu du testament, le frère de Germanicus, Claude, qui est considéré comme inadapté au rôle de princeps en raison de sa faiblesse physique et de doutes sur sa santé mentale. Le favori à la succession semble être immédiatement le jeune Caius, plus connu sous le nom de Caligula, parce que Tiberius Gemellus, également soupçonné d'être le fils de Séjan (en raison de ses relations adultères avec l'épouse de Drusus, Livilla), a dix ans de moins : deux raisons suffisantes pour ne pas lui laisser le principat. Le préfet du prétoire Macron fait preuve de sympathie à l'égard de Caius, gagnant par tous les moyens sa confiance.

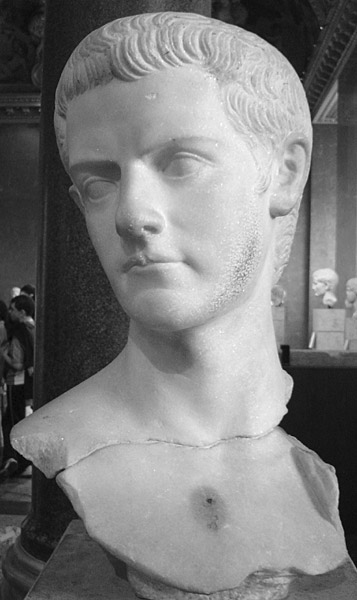
Buste de Caligula en marbre, musée du Louvre à Paris.

En 37, Tibère quitte Capri, comme il l'a fait précédemment, peut-être avec l'idée de revenir enfin à Rome pour passer ses derniers jours. Effrayé par les réactions que la population pourrait avoir, il s'arrête à seulement sept milles de Rome et décide de repartir vers la Campanie. Il est saisi d'une maladie et transporté dans la villa de Lucullus à Misène. Après une première amélioration, il s'alite le 16 mars après un malaise et meurt peu après.
Si les contemporains (Sénèque l'Ancien, cité par Suétone, Philon d'Alexandrie) affirment qu'il est mort de maladie, un certain nombre de versions différentes du décès existent : selon Tacite, il serait mort étouffé sur ordre de Macron, selon Dion Cassius, Caligula aurait accompli le geste. Suétone le décrit couché, appelant ses serviteurs sans recevoir de réponse, se relevant et tombant mort hors de son lit ; Suétone évoque aussi des rumeurs d'empoisonnement lent par Caligula, de privation de nourriture, ou d’étouffement avec un coussin. En tout état de cause, il demeure impossible de se prononcer sur les causes de son décès, même si la mort naturelle, à soixante-dix-sept ans, est une hypothèse plus que plausible.
Si Antonio Spinosa adhère à la thèse de l’étouffement, les historiens modernes, G. P. Baker, Gregorio Maranon, Ernst Kornemann (de), Paul Petit rejettent la théorie de l’assassinat. G. P. Baker a émis une hypothèse qui expliquerait la rumeur d’étouffement : Macron ou une autre personne, trouvant Tibère par terre au pied de son lit, aurait tiré sur lui une couverture, dans un geste de protection ou de décence.
Le peuple romain réagit avec une grande joie à la nouvelle de la mort de Tibère, fêtant sa disparition. Beaucoup de monuments qui célèbrent les entreprises de l'empereur sont détruits, ainsi que de nombreuses statues qui le représentent. Certains essaient de faire pratiquer la crémation du corps à Misène, mais sa dépouille est transportée à Rome, où il est incinéré sur le Champ de Mars et inhumé, au milieu d'insultes, dans le mausolée d'Auguste le 4 avril, gardé par les prétoriens,.
Alors que l'empereur défunt reçoit de modestes funérailles, le 29 mars, Caligula est acclamé princeps par le Sénat.

### Politique interne
Tibère ne se distingue pas pour ses tendances à la rénovation. Au cours de son règne, il fait preuve d'un strict respect de la tradition augustéenne, essayant d'appliquer toutes les instructions d'Auguste. Son but est de préserver l'Empire, d'assurer la paix interne et externe tout en consolidant le nouvel ordre et en évitant qu'il ne prenne les caractéristiques d'un dominat,. Pour mettre en œuvre son plan, il utilise des collaborateurs et de nombreux conseillers personnels qui sont des officiels qui l'ont suivi au cours des longues et nombreuses campagnes militaires qui ont duré près de quarante ans. Il convient d'ajouter que l'administration de l'État durant les premières années de son règne est reconnue, par tous, comme excellente par son bon sens et sa modération. Tacite apprécie les capacités du nouveau princeps au moins jusqu'à la mort de son fils Drusus qui a lieu en 23,.
La même chose s'applique pour les relations entre Tibère et la nobilitas sénatoriale qui sont cependant différentes de celles qui s'étaient instaurées avec Auguste. Le nouvel empereur semble différent de son beau-père par ses mérites et son ascendant, celui-ci ayant mis fin aux guerres civiles, apporté la paix à l'Empire et obtenu par conséquent une grande autorité. Tibère doit baser le rapport entre le princeps et la noblesse sénatoriale sur un moderatio qui augmente la puissance des deux, superposant l'ordre hiérarchique traditionnel. Il établit une nette distinction entre les honneurs destinés aux empereurs vivants et le culte de ceux morts et divinisés. Malgré ces mesures qui contribuent à maintenir en vie la « fiction républicaine », il ne manque pas de membres de la classe sénatoriale pour s'opposer fermement à son œuvre. Mais Tibère au cours des premières années, suivant le modèle d'Auguste, cherche sincèrement à obtenir la coopération avec le Sénat, assistant souvent à ses réunions, en respectant la liberté de discussion, en le consultant également sur des questions qu'il est en mesure de résoudre par lui-même et en accroissant les fonctions administratives du Sénat. Celui-ci fait valoir que « le princeps doit servir le Sénat » (bonum et salutarme principem senatui servire debere).

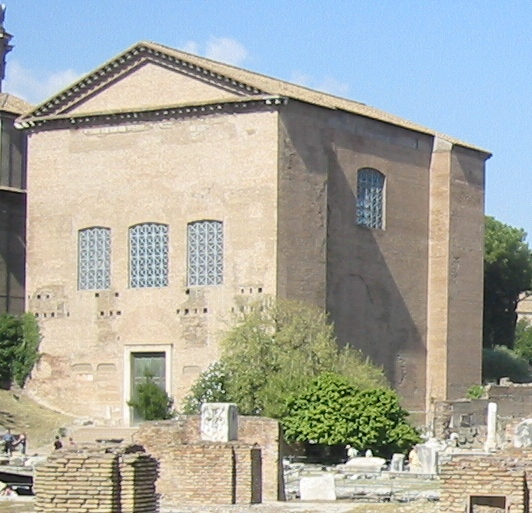
La Curie Julia sur le Forum Romain où se réunit habituellement le Sénat.

Les magistratures conservent leur dignité et le Sénat, que Tibère consulte souvent avant de prendre des décisions dans tous les domaines, est favorisé par la plupart des mesures : Même s'il est d'usage que l'empereur signale certains candidats à la magistrature, les élections continuent d'avoir lieu, au moins formellement, par l'assemblée des comices centuriates. Tibère décide de mettre un terme à la coutume, et les sénateurs ont le privilège de l'élection des juges. De la même manière, Tibère décide d'allouer aux sénateurs la tâche de juger les sénateurs eux-mêmes, ou les chevaliers de haut rang qui se sont rendus coupables de crimes graves comme le meurtre ou la trahison ; les sénateurs sont également chargés de juger sans l'intervention de l'empereur le travail des gouverneurs de province ; enfin, est confiée au Sénat la juridiction dans le domaine religieux et social dans toute l'Italie.
Au cours de la période de son séjour à Capri, Tibère, pour empêcher que le Sénat prenne des mesures qui ne lui conviennent pas, en particulier en ce qui concerne les nombreux procès de lèse-majesté menés par Séjan, décide que toute décision adoptée par le Sénat doit être appliquée uniquement dix jours plus tard, de sorte qu'il peut contrôler, en dépit de la distance, le travail des sénateurs.
Le prince consulte souvent le Sénat par des senatus consulta, parfois sur des questions hors de sa compétence, comme les questions de caractère religieux, Tibère ayant une aversion particulière pour les cultes orientaux. En 19 les cultes chaldéen et juif sont rendus illégaux et ceux qui les professent sont obligés de s'enrôler ou d'être expulsés d'Italie. Il ordonne de brûler tous les parements et les objets sacrés utilisés pour les cultes en question, et, par l'enrôlement, il peut envoyer les jeunes juifs dans les régions les plus reculées et les plus insalubres afin d'infliger un coup sévère à la propagation du culte.
Tibère réforme, au moins en partie, l'organisation augustéenne contre le célibat, mettant l'accent sur la lex Papia Poppæa : sans abolir les dispositions de son beau-père, il nomme une commission qui s'occupe de réformer l'organisation et de rendre moins sévère les peines en commençant par les célibataires ou ceux qui, bien que mariés, n'ont pas d'enfants. Des mesures sont adoptées pour freiner le luxe et garantir la moralité des coutumes,.
Parmi les mesures les plus importantes, on trouve l'adoption de la lex de Maiestate qui prévoit que soient poursuivis et passibles de condamnation tous ceux qui offensent la majesté du peuple romain. Sur la base d'une loi aussi vague, sont considérés coupables ceux qui sont responsables d'une défaite militaire, d'une sédition ou qui ont mal géré l'administration. La loi, qui entre en vigueur après avoir été abrogée, devient un outil entre les mains de l'empereur, du Sénat, et en particulier du préfet Séjan afin de criminaliser les opposants politiques. Tibère, cependant, s'oppose à plusieurs reprises à ces jugements politiques, incitant les juges à agir en toute honnêteté.

### Administration financière et provinciale
Tibère est excellent en gestion financière, il laisse à sa mort un surplus considérable dans les coffres de l'État. Pour ne citer que quelques exemples, les biens du roi Archélaos de Cappadoce deviennent une propriété impériale ainsi que plusieurs mines gauloises de son épouse Julia, une mine d'argent des Ruthéniens, une mine d'or d'un certain Sestus Marius confisquée en Hispanie en 33, et d'autres encore. Il confie l'administration des biens de l'État à des fonctionnaires particulièrement compétents, dont la charge ne prend fin qu'avec l'âge.
Il est toujours prêt et généreux pour intervenir en toutes circonstances lors de difficultés internes comme lorsque la plèbe urbaine souffre au cours de famine ou comme lorsqu'en 36 il instaure une aide, à la suite d'un incendie sur l'Aventin, de cent millions de sesterces. En 33, après avoir pris certaines mesures contre l'usure, il réussit à atténuer une grave crise agraire et financière causée par une réduction de la circulation monétaire, instituant, avec sa propre fortune, un fonds pour financer les prêts de plus de cent millions de sesterces. Les débiteurs peuvent emprunter pendant trois ans sans intérêts en apportant en garantie des terrains d'une valeur double du prêt demandé,,. Dès que possible, il tente de rationaliser les dépenses publiques en matière de spectacles, en réduisant les salaires des acteurs et en diminuant le nombre de paires de gladiateurs participant aux jeux. Il réduit de 1 % à 0,5 % l'impopulaire taxe sur les ventes, et il laisse, à sa mort, 2 700 millions de sesterces dans les caisses du trésor. Aux gouverneurs provinciaux qui lui demandent d'imposer de nouvelles taxes, il s'oppose fermement, répondant que « le travail du bon berger est de tondre les moutons, non de les écorcher ».
Il sait choisir, en outre, des administrateurs compétents et il soigne en particulier le gouvernement des provinces. Les gouverneurs qui obtiennent de bons résultats et qui se sont distingués pour leur honnêteté et leur compétence reçoivent, en récompense, la prorogation de leur mandat. Tacite voit, en cet usage, la volonté de l'indécis Tibère de reporter sur les gouverneurs la préoccupation de la gestion des provinces et d'éviter que des personnes puissent profiter de bénéfices issus de leur charge de haut magistrat. La collecte des impôts dans les provinces est confiée aux chevaliers, qui s'organisent en sociétés d'adjudication. Tibère évite l'imposition de nouvelles taxes aux provinces et écarte ainsi le risque de révoltes,. Il fait également construire des routes en Afrique, en Hispanie (surtout dans le Nord-Ouest), en Dalmatie et en Mésie jusqu'aux portes de Fer, le long du Danube, et d'autres sont réparées comme dans la Gaule narbonnaise.

### Politique extérieure et politique militaire
Tibère reste fidèle au consilium coercendi intra terminos imperii d'Auguste (« conseil de ne plus reculer les bornes de l'Empire »), c'est-à-dire la décision de maintenir les frontières de l'Empire inchangées. Il essaie de protéger les territoires internes et d'en assurer la tranquillité et il œuvre uniquement pour des changements nécessaires à la sécurité. Il réussit à éviter des guerres ou des expéditions militaires inutiles avec les répercussions sur les dépenses publiques qu'on imagine et en plaçant une plus grande confiance dans la diplomatie. Il éloigne les rois et les gouverneurs qui se révèlent inaptes à leur fonction et il cherche à assurer une plus grande efficacité du système administratif. Les seules modifications territoriales concernent l'Orient lorsqu'à la mort des rois clients, la Cappadoce, la Cilicie et la Commagène sont incorporées dans les frontières de l'Empire. Toutes les révoltes qui s'ensuivent, au cours de son long principat qui dure 23 ans, sont étouffées dans le sang par ses généraux, comme celle de Tacfarinas et des Musulames de 17 à 24, en Gaule par Julius Florus et Julius Sacrovir en 21 ou encore en Thrace avec le roi client des Odryses autour du 21.
Pendant le règne de Tibère, les forces militaires sont déployées avec la disposition suivante : la protection de l'Italie est confiée à deux flottes, celle de Ravenne et du cap Misène, et Rome est défendue par neuf cohortes prétoriennes que Séjan a réunies dans un camp à la périphérie de la ville et trois cohortes urbaines. Le nord-ouest de l'Italie est gardé par une flotte au large des côtes de la Gaule composée de navires qu'Auguste avait capturés à Actium. Le reste des forces est stationné dans les provinces dans le but de garantir les frontières et de réprimer d'éventuelles révoltes internes : huit légions sont déployées dans la région du Rhin pour se protéger des invasions germaniques et des révoltes gauloises, trois légions sont en Hispanie, et deux dans les provinces d'Égypte et d'Afrique où Rome peut aussi compter sur l'aide du royaume de Maurétanie. En Orient, quatre légions sont réparties entre la Syrie et l'Euphrate. En Europe orientale, enfin, deux légions sont stationnées en Pannonie, deux en Mésie pour protéger les frontières du Danube, et deux en Dalmatie. De petites flottes de trirèmes, des bataillons de cavalerie et des troupes auxiliaires recrutées parmi les habitants des provinces, sont répartis sur tout le territoire afin qu'ils puissent intervenir là où le besoin s'en fait sentir.

#### En Germanie

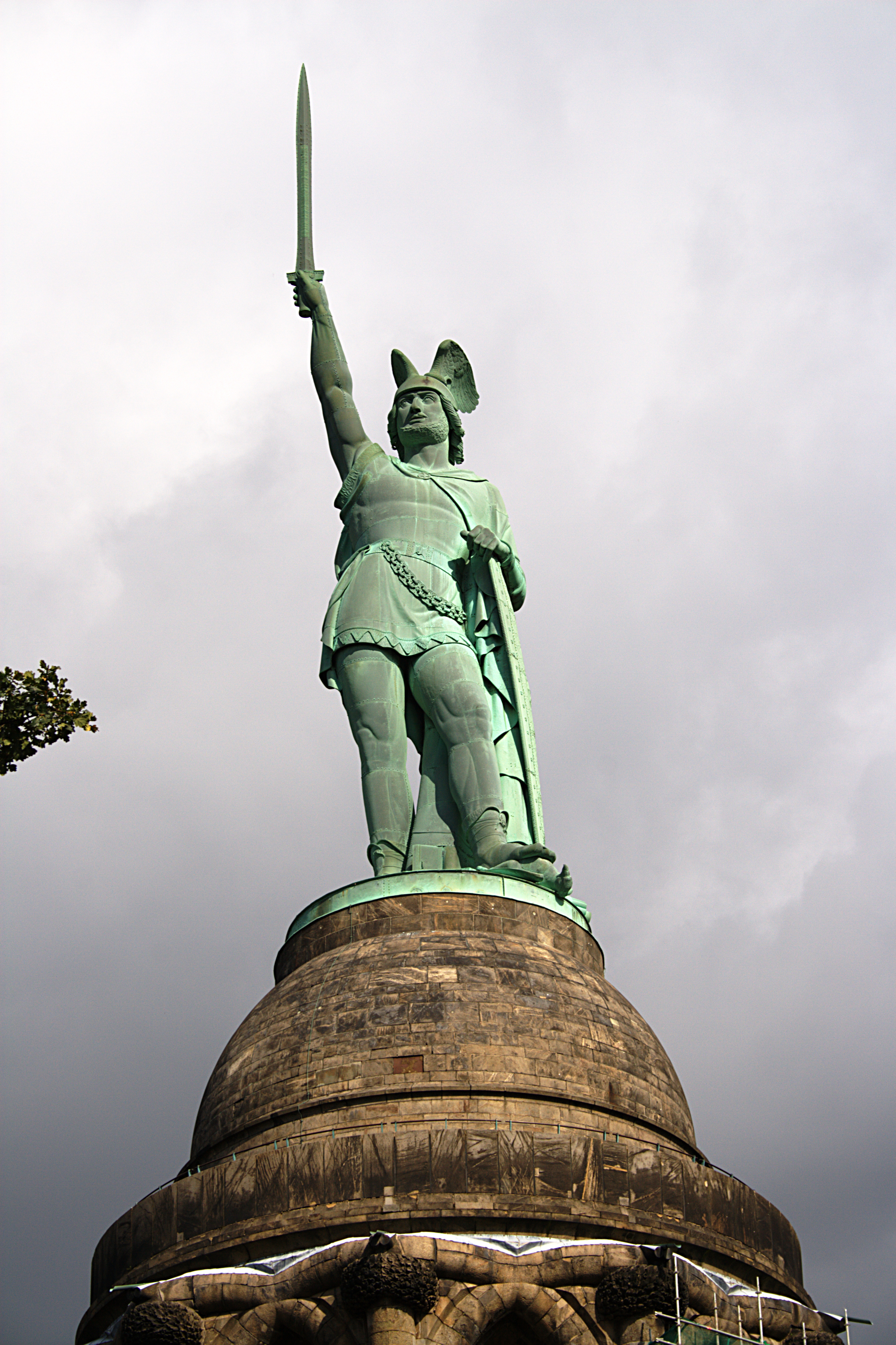
Arminius, jeune chef des tribus germaniques (monument achevé en 1875).

En ce qui concerne la politique extérieure le long des frontières septentrionales, Tibère suit une démarche de maintien et de consolidation d'un mur contre les Germains le long du Rhin en mettant fin, quelques années après son accession au trône, aux opérations militaires improductives et dangereuses que Germanicus a entreprises dans les années 14-16. Tacite, qui admire Germanicus et a peu de sympathie pour Tibère, impute la décision du princeps à sa jalousie à l'égard des succès obtenus par son neveu. Tibère lui reconnaît le mérite d'avoir rétabli le prestige de l'Empire romain auprès des Germains, il considère au contraire et à juste titre, qu'une nouvelle tentative d'établir la frontière sur l'Elbe conduirait à un éloignement de la politique d'Auguste que Tibère considère comme un præceptum ainsi qu'à une augmentation significative des dépenses militaires et à l'obligation d'engager une campagne en Bohême contre Marobod, roi des Marcomans. Tibère ne le juge ni nécessaire ni utile. Les dissensions internes au sein des tribus germaniques donnent lieu à une guerre entre Chattes et Chérusques puis à une autre entre Arminius et Marobod jusqu'à ce que ce dernier soit exilé en 19, alors que le premier est assassiné (en 21). Scullard estime, en effet, que cette décision est motivée et de plus judicieuse.
En 14, alors que la révolte des légions en Pannonie est en cours, les hommes stationnés à la frontière germanique se rebellent, provoquant des actes de violence et des massacres. Germanicus, qui est alors à la tête de l'armée en Germanie et qui bénéficie de beaucoup de prestige, se charge de calmer la situation, affrontant personnellement les soldats séditieux. Ceux-ci demandent, comme leurs camarades de Pannonie, la réduction de la durée du service militaire et l'augmentation de la solde. Germanicus décide de leur accorder le congé après vingt ans de service et d'y inclure tous les soldats de réserve qui ont combattu pendant seize ans, les exemptant de toutes obligations sauf pour repousser les attaques ennemies. Il double, dans le même temps, l'héritage auquel ils ont droit, selon le testament d'Auguste. Les légions, qui ont appris depuis peu le décès d'Auguste, assurent de leur soutien le général s'il souhaitait prendre le pouvoir par la force, mais il refuse, faisant preuve de respect envers son père adoptif Tibère, et d'une grande fermeté,. La révolte, qui touche un grand nombre des légions stationnées en Germanie, est difficile à réprimer et se termine par le massacre de nombreux légionnaires rebelles. Les mesures prises par Germanicus pour satisfaire aux exigences des légions sont officialisées plus tard par Tibère qui attribue les mêmes indemnités aux légionnaires de Pannonie.
Germanicus, après avoir repris la situation en main, décide d'organiser une expédition contre les peuples germaniques qui ont appris la nouvelle de la mort d'Auguste et la rébellion des légions. Ils pourraient décider de lancer une nouvelle attaque contre l'Empire. Germanicus confie une partie des légions au lieutenant Aulus Cæcina Severus puis il attaque les tribus des Bructères, des Tubantes et des Usipètes qu'il bat nettement, accompagnant ses victoires de nombreux massacres. Il attaque les Marses obtenant neuf victoires et pacifiant ainsi la région à l'ouest du Rhin. De cette façon, il est en mesure de préparer pour 15 une expédition à l'est du grand fleuve par laquelle il aurait vengé Varus et freiné toute volonté expansionniste des Germains.
En 15, Germanicus traverse le Rhin avec le lieutenant Aulus Cæcina Severus qui vainc de nouveau les Marses tandis que le général obtient une large victoire sur les Chattes. Le prince des Chérusques, Arminius, qui avait battu Varus à Teutobourg, incite tous les peuples germaniques à la révolte en leur demandant de combattre les envahisseurs romains. Il se forme même un petit parti pro-romain conduit par le beau-père d'Arminius, Ségeste, qui offre son aide à Germanicus. Celui-ci se rend vers Teutobourg où il retrouve un des aigles légionnaires perdu au cours de la bataille, six ans plus tôt. Il rend les honneurs funèbres aux morts dont les dépouilles sont restées sans sépulture.
Germanicus décide de poursuivre Arminius afin de l'affronter au cours d'une bataille, le prince germanique attaque les escadrons de cavalerie que Germanicus envoie en avant-garde, sûr de pouvoir surprendre l'ennemi. L'armée entière des légionnaires est alors obligée d'intervenir pour éviter une nouvelle défaite désastreuse. Germanicus décide de retourner à l'ouest du Rhin avec ses hommes. Alors qu'il se trouve sur le chemin du retour près du pontes longi, Aulus Cæcina Severus est attaqué et battu par Arminius ce qui l'oblige à se retirer dans son campement. Les Germains, convaincus de pouvoir vaincre les légions, attaquent le camp mais ils sont sévèrement battus à leur tour et Aulus Cæcina Severus peut conduire ses légions saines et sauves à l'ouest du Rhin.

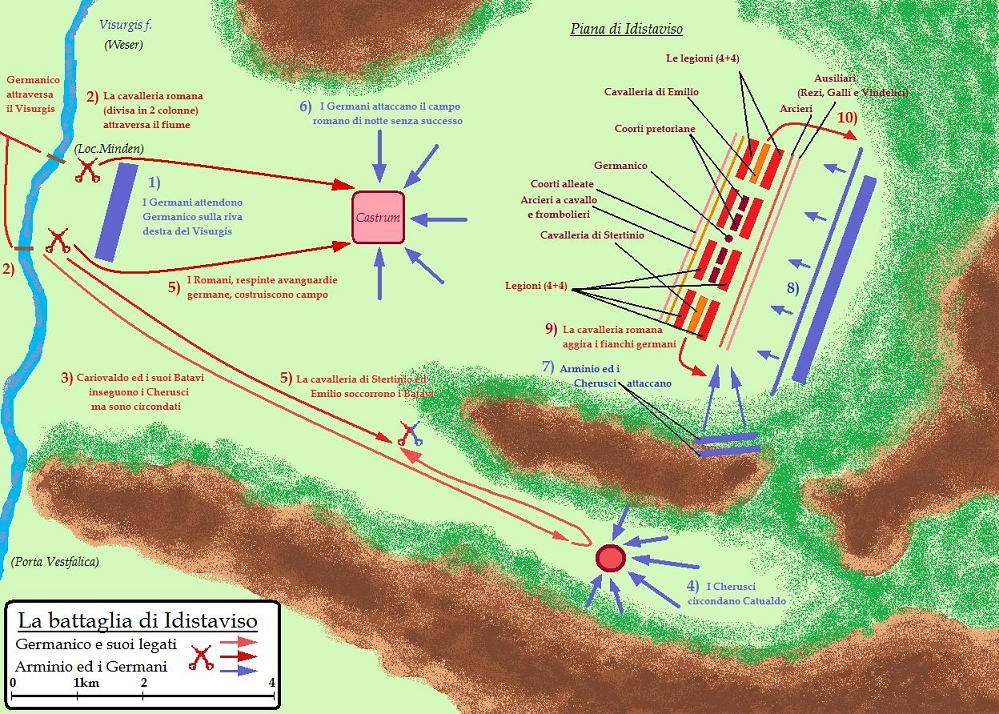
Victoire écrasante des Romains à la bataille d'Idistaviso.

Bien qu'ayant remporté une importante victoire, Germanicus est conscient que les Germains sont encore capables de se réorganiser et il décide, en 16, d'engager une nouvelle campagne dont l'objectif est d'anéantir définitivement la population entre le Rhin et l'Elbe. Pour rejoindre sans problème les territoires ennemis, il fait préparer une flotte qui doit conduire les légions jusqu'à l'embouchure de fleuve Amisia. En peu de temps, il réunit plus d'un millier de bateaux, légers et rapides, capables de transporter de nombreux hommes, mais aussi équipés de machines de guerre pour la défense. Les Romains débarquent à peine en Germanie que les tribus du lieu, réunies sous le commandement d'Arminius, se préparent à faire face aux envahisseurs et se réunissent pour combattre près du fleuve Weser (bataille d'Idistaviso). Les hommes de Germanicus, bien mieux préparés que leurs ennemis, affrontent les Germains et remportent une écrasante victoire. Arminius et les siens se retirent près du val angrivarien puis subissent une nouvelle défaite contre les légionnaires romains. Les personnes qui habitent entre le Rhin et l'Elbe sont ainsi éliminées. Germanicus reconduit ses troupes en Gaule, mais, sur le chemin du retour, la flotte romaine est dispersée par une tempête et elle subit de nombreuses pertes. L'incident donne l'espoir aux Germains d'inverser le sort de la guerre, mais les lieutenants de Germanicus prennent le dessus sur leurs ennemis.
Bien que Rome ne soit pas en mesure d'étendre sa zone d'influence, la limite fixée par le Rhin la protège d'une éventuelle révolte germanique et un événement majeur met fin aux rébellions : en 19, après avoir battu le roi pro-romain des Marcomans, Marobod, Arminius meurt, trahi et tué par ses compagnons qui ambitionnent le pouvoir.

#### En Orient

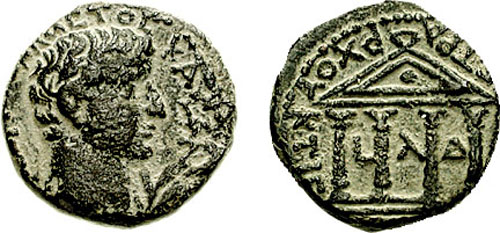
Monnaie du roi Hérode Philippe II représentant Tibère.

En Orient, la situation politique, après une période de calme relatif à la suite des accords entre Auguste et les souverains parthes, se transforme en confrontation en raison de troubles internes, Phraatès IV et ses enfants meurent à Rome alors qu'Auguste règne encore. Les Parthes demandent donc que Vononès, fils de Phraatès, envoyé précédemment comme otage, puisse revenir en Orient afin de monter sur le trône comme le dernier membre encore en vie de la dynastie arsacide. Le nouveau roi, étranger aux traditions locales, se montre désagréable aux Parthes et il est vaincu et chassé par Artaban III, et se réfugie en Arménie. Là, les rois imposés par Rome sur le trône étant morts, Vononès est donc choisi comme nouveau souverain mais Artaban fait pression sur Rome pour que Tibère destitue le nouveau roi arménien. L'empereur, pour éviter d'avoir à entreprendre une nouvelle guerre contre les Parthes, fait arrêter Vononès par le gouverneur romain de la Syrie.
La mort du roi de la Cappadoce, Archélaos, qui est venu à Rome rendre hommage à Tibère, celle d'Antiochos III, roi de Commagène, et de Philopator, roi de Cilicie, viennent perturber la situation en Orient. Les trois États, qui sont des vassaux de Rome, sont dans un fort contexte d'instabilité politique que les désaccords entre les partis pro-romain et les défenseurs de l'autonomie accroissent.
La difficulté de la situation en Orient rend nécessaire une intervention romaine. Tibère, en 18, envoie son fils adoptif, Germanicus, qui est nommé consul et qui se voit octroyer l'imperium proconsolaris maius sur toutes les provinces orientales. Dans le même temps, l'empereur nomme un nouveau gouverneur de la province de Syrie, Gnæus Calpurnius Piso, qui fut consul avec Tibère en 7 av. J.-C.. Le royaume d'Arménie est resté sans souverain après la destitution de Vononès, aussi, après son arrivée en Orient, Germanicus confère la charge de roi, avec le consentement des Parthes, à Zénon fils du souverain du Pont Polémon Ier. Il est couronné à Artachat. Germanicus impose que la Commagène relève de la compétence d'un préteur, tout en conservant son autonomie formelle, que la Cappadoce soit transformée en province et que la Cilicie soit incluse dans la province de Syrie.
Il reçoit un ambassadeur du roi parthe Artaban qui est prêt à confirmer et à renouveler l'amitié et l'alliance des deux empires. En signe d'hommage à la puissance romaine, Artaban décide de rendre visite à Germanicus sur les rives de l'Euphrate, et demande, en échange, que Vononès soit chassé de la Syrie où il se situe depuis son arrestation, étant soupçonné de fomenter la discorde. Germanicus accepte de renouveler les liens d'amitié avec les Parthes, et consent à l'expulsion de Vononès qui a lié amitié avec le gouverneur Piso. L'ex-roi de l'Arménie est donc confiné dans la ville de Pompeiopoli en Cilicie où il décède peu de temps après, tué par des cavaliers romains alors qu'il essaie de s'échapper. En 19 Germanicus meurt, après avoir évité, par des mesures adaptées, une famine qui se développe depuis l'Égypte avec des conséquences catastrophiques.
La réorganisation mise en place par Germanicus en Orient garantit la paix jusqu'en 34 : cette année-là, le roi Artaban de Parthie, est convaincu que Tibère, désormais âgé, ne s'opposera pas, depuis Capri, à la mise en place de son fils Arsace sur le trône d'Arménie après la mort d'Artaxias. Tibère décide d'envoyer Tiridate, descendant de la dynastie arsacide tenu en otage à Rome, disputer le trône parthe d'Artaban et il soutient l'installation de Mithridate, frère du roi d'Ibérie, sur le trône d'Arménie,. Mithridate, avec l'aide de son frère Pharsman, réussit à s'emparer du trône d'Arménie : les serviteurs d'Arsace, corrompus, tuent leur maître, les Ibères envahissent le royaume et battent, s'alliant aux populations locales, l'armée des Parthes dirigée par Orode, fils d'Artaban.
Artaban, craignant une intervention massive des Romains, refuse d'envoyer plus de troupes contre Mithridate et abandonne ses revendications sur le royaume d'Arménie. Dans le même temps, la haine que Rome fomente auprès des Parthes envers le roi Artaban le contraint à quitter le trône et à se retirer tandis que le trône passe à l'Arsacide Tiridate. Après un règne d'un an de Tiridate, Artaban rassemble une grande armée et marche contre l'Arsacide qui se réfugie à Rome, où il est contraint de se retirer, et Tibère doit accepter que la Parthie soit gouvernée par un roi hostile aux Romains.

#### En Afrique

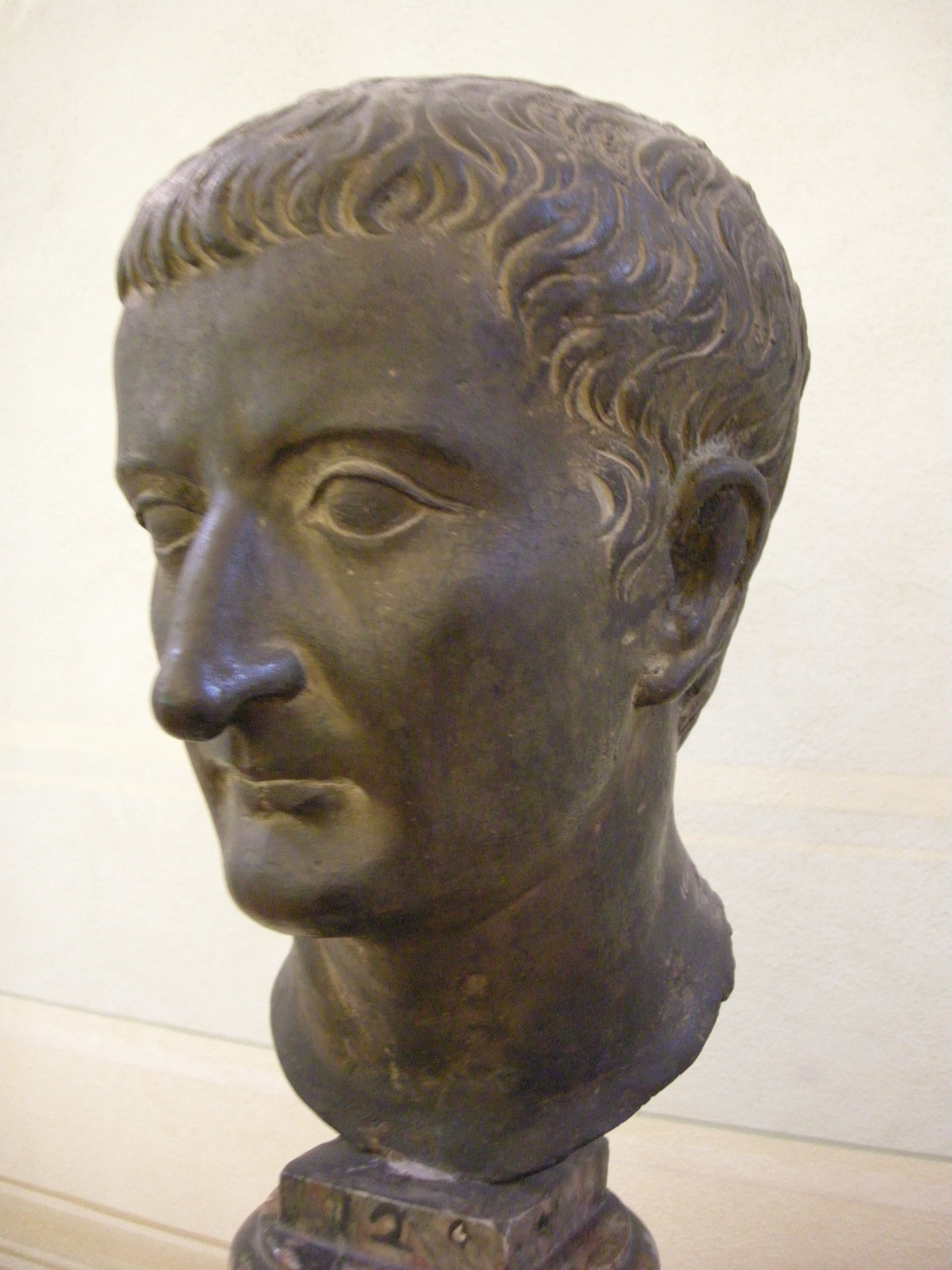
Tête en bronze de Tibère, musée archéologique national de Florence.

En 17, le numide Tacfarinas, qui a servi dans les troupes auxiliaires de l'armée romaine, rassemble autour de lui une troupe nombreuse, puis plus tard, il devient le meneur de la population berbère qui vit dans les zones désertiques à proximité du Sahara occidental. Il organise une armée pour faire des raids et tenter de détruire la domination romaine et attire à ses côtés les Maurétaniens dirigés par Mazippa. Le proconsul d'Afrique Marcus Furius Camillus, s'empresse de marcher contre Tacfarinas et ses alliés, de crainte que les rebelles refusent d'engager la bataille, et il les bat nettement, obtenant les insignes du triomphe.
L'année suivante, Tacfarinas reprend les hostilités, lançant une série d'attaques et de raids contre les villages et accumulant un gros butin. Il encercle une cohorte d'armée romaine qu'il réussit à battre. Le nouveau proconsul, Lucius Apronius qui a succédé à Camillus, envoie le corps des vétérans contre Tacfarinas qui est battu. Le Numide entreprend alors une tactique de guérilla contre les Romains, mais après quelques succès, il est de nouveau battu et repoussé dans le désert.
Après quelques années de paix, en 22, Tacfarinas envoie des ambassadeurs à Rome auprès de Tibère afin de lui demander pour lui et ses hommes la possibilité de résider en permanence sur les territoires romains. Le Numide menace de déclencher une nouvelle guerre si Tibère n'accède pas à sa requête. L'empereur considère la menace de Tacfarinas comme une insulte à la puissance de Rome, et ordonne de mener une nouvelle offensive contre les rebelles numides. Le commandant de l'armée romaine, le nouveau proconsul Quintus Junius Blæsus, décide d'adopter une stratégie similaire à celle adoptée par Tacfarinas en 18 : il divise son armée en trois colonnes, avec lesquelles il peut à maintes reprises attaquer l'ennemi et le contraindre à se retirer. Le succès semble être définitif, de sorte que Tibère consent à proclamer Blæsus imperator.
La guerre contre Tacfarinas prend seulement fin en 24. Malgré toutes les défaites subies, le rebelle numide continue à résister et décide de mener une offensive contre les Romains. Il assiège une petite ville, mais il est immédiatement attaqué par l'armée romaine et forcé à la retraite. De nombreux chefs rebelles sont capturés et tués. Les bataillons de cavalerie et les cohortes légères, renforcés aussi par les hommes envoyés par le roi Ptolémée de Maurétanie, se lancent à la poursuite des fugitifs. Ces alliés des Romains décident d'entrer en guerre contre Tacfarinas car ce dernier a attaqué leur royaume. Rejoints, les rebelles numides engagent une nouvelle bataille mais ils sont durement défaits. Tacfarinas, certain de la défaite finale, se jette sur les rangs ennemis et meurt sous les coups, ce qui met fin à la révolte.

#### En Gaule
En 21, certains habitants de la Gaule, mécontents de la politique fiscale (notamment la taxation de tribut), entrent en rébellion sous la direction de Julius Florus et Julius Sacrovir. Les deux organisateurs de la révolte, un membre de la tribu des Trévires et l'autre de celle des Éduens, ont la citoyenneté romaine (reçue par leurs ancêtres pour services rendus à l'État) et connaissent les systèmes politique et militaire romains. Afin de mettre tous les atouts de leurs côtés, ils essayent d'étendre la révolte à toutes les tribus gauloises, entreprenant de nombreux voyages et gagnant à leur cause la Gaule belgique.
Tibère tente d'éviter une intervention directe de Rome, mais, quand les Gaulois enrôlés dans les troupes auxiliaires font défection, les légions romaines marchent contre Florus et le battent près des Ardennes. Le chef des Trévires, voyant que son armée n'a pas d'autre possibilité que la fuite, se suicide. Sans chef, les Trévires abandonnent la rébellion.
Julius Sacrovir prend alors le commandement général de la rébellion et rassemble autour de lui toutes les tribus encore prêtes à se battre contre Rome. Près d'Autun, il est attaqué par l'armée romaine et battu. Pour ne pas tomber entre les mains de ses ennemis, il décide de se suicider ainsi que ses plus fidèles collaborateurs.
Après la mort de ceux capables d'organiser la révolte, celle-ci se termine sans la moindre réduction d'impôts.

#### En Illyrie et dans les Balkans
En 14, les légions ont à peine pris leurs quartiers dans la région de l'Illyrie qu'elles apprennent la mort d'Auguste. Une révolte éclate fomentée par les légionnaires Percennius et Vibulenus. Ils espèrent enclencher une nouvelle guerre civile à partir de laquelle ils tireront d'importants revenus et, en même temps, ils veulent améliorer les conditions dans lesquelles vivent les militaires, demandant une réduction des années de service militaire, et que leur salaire quotidien soit porté à un denier. Tibère, récemment arrivé au pouvoir, refuse d'intervenir personnellement et envoie auprès des légions son fils Drusus avec quelques citoyens romains et deux cohortes prétoriennes avec Séjan, fils du préfet du prétoire Lucius Seius Strabo. Drusus met fin à la révolte en éliminant les chefs Percennius et Vibulenus et par une répression contre les rebelles. Les légionnaires ne bénéficient de concessions qu'après celles accordées par Germanicus aux légions de Germanie.
Sur le secteur de l'Illyrie, Tibère obtient, en 15, que les provinces sénatoriales de l'Achaïe et de Macédoine soient réunies à la province impériale de Mésie, prorogeant le mandat du gouverneur Caius Poppeus Sabinus (qui reste en fonction 21 ans, de 15 à 36,) et de ses successeurs.
Même en Thrace, la situation de quiétude de l'époque d'Auguste se termine après la mort du roi Rhémétalcès, allié de Rome. Le royaume est divisé en deux parties, qui sont partagées entre le fils et le frère du roi défunt, Cotys VIII et Rhescuporis III. Cotys reçoit la région proche de la côte et des colonies grecques. Rhescuporis, celle sauvage et inculte de l'intérieur, exposée à des attaques hostiles des peuples voisins. Rhescuporis décide d'accaparer les terres de son neveu et mène à son encontre une série d'actions violentes. En 19, Tibère, dans une tentative d'empêcher une nouvelle guerre qui aurait probablement nécessité l'intervention des troupes romaines, envoie des émissaires aux deux rois thraces afin de favoriser l'ouverture de négociations de paix. Rhescuporis ne renonce pas à son ambition, il fait emprisonner Cotys et prend possession de son royaume puis demande que Rome reconnaisse sa souveraineté sur toute la Thrace. Tibère invite Rhescuporis à rejoindre Rome pour justifier l'arrestation de Cotys. Le roi thrace refuse et tue son neveu. Tibère envoie alors chez Rhescuporis le gouverneur de la Mésie Lucius Pomponius Flaccus qui, vieil ami du roi thrace, le convainc d'aller à Rome. Rhescuporis est jugé et condamné à une peine de confinement pour le meurtre de Cotys, et il meurt un peu plus tard alors qu'il se trouve à Alexandrie. Le royaume de Thrace est divisé entre Rhémétalcès II, fils de Rhescuporis qui s'est ouvertement opposé aux plans de son père, et les très jeunes enfants de Cotys, Cotys IX puis Rhémétalcès III, au nom desquels le propréteur Titus Trebellenus Rufus (ca) est nommé régent.

## Tibère dans l'historiographie
La tradition historiographique ancienne, représentée principalement par Suétone et Tacite, oublie souvent les entreprises militaires que Tibère a réalisées sous Auguste et les mesures politiques prises au cours de la première période de son principat pour ne prendre en compte, particulièrement, que les critiques et les calomnies que les ennemis ont déversées sur Tibère, ce qui a donné une description assez négative. Tibère, d'autre part, ne fit rien pour repousser les critiques et la suspicion, sans doute sans fondement, en raison de sa personnalité renfermée, mélancolique et suspicieuse. Il réussit à empêcher, par sa gestion ferme, ordonnée et respectueuse des règles établies par Auguste, que l'œuvre de ce dernier ait un caractère provisoire et soit perdue. Il parvient, en effet, au cours de son règne à assurer la continuité du système de principat, et à éviter que la situation dégénère en guerre civile, en modifiant la manière de gouverner Rome et ses provinces, comme cela s'était produit lors des guerres civiles entre Caius Marius et Sylla, Jules César et Pompée ou Marc Antoine et Octave.

### Dans l'historiographie antique

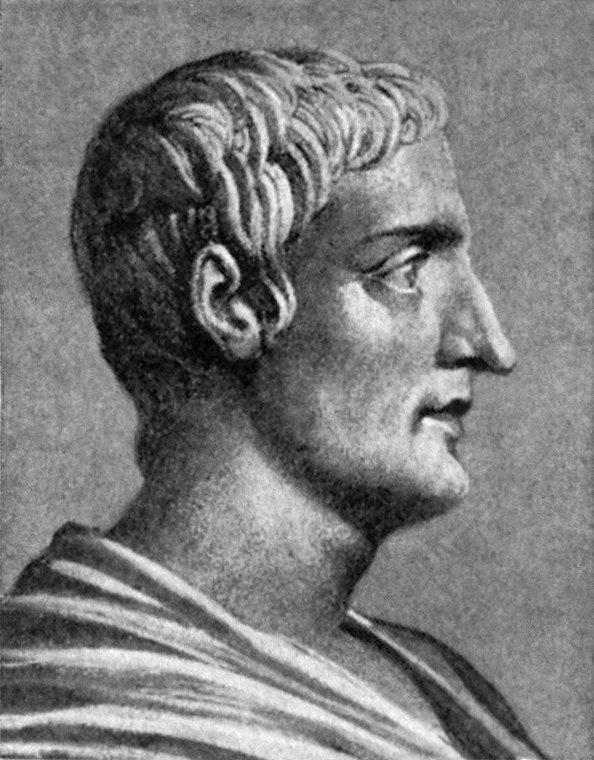
Portrait fictif de Tacite.

Tibère est décrit par Tacite (dans les Annales) comme un tyran qui encourage la dénonciation en tant que système, et récompense les délateurs même s'ils sont employés pour prêcher le faux avec des faveurs de toutes sortes. Les dernières années du gouvernement de Tibère sont décrites par Tacite comme des années noires, où on pouvait être jugé pour avoir simplement parlé en mauvais termes de l'empereur, si quelqu'un pouvait en témoigner. Même au niveau politique, Tacite critique fortement la mollesse qui caractérise la politique étrangère des dernières années de Tibère : l'empereur, en effet, accepte, à son avis, l'affront fait par les Parthes, et refuse d'étendre l'autorité de Rome sur le grand empire oriental. Voici le jugement que Tacite relate après le récit sur la mort de Tibère :
— Tacite, Annales, VI, 51 (trad. Jean-Louis Burnouf, 1859)
Le jugement de Tacite sur Tibère est considéré comme peu fiable : l'historien ressent la nécessité d'expliquer chaque action de l'empereur par le désir de cacher ses intentions, et attribue le mérite des actions habiles de Tibère à ses collaborateurs. L'état d'esprit de Tacite est celui de l'écrivain qui dénonce le système du principat regrettant l'ancien système républicain. Tacite réalise un portrait du physique de Tibère âgé en dénonçant la débauche de l'empereur qui s'abandonne au désir effréné. L'historien décrit brièvement son apparence :

« […] Sa haute taille était grêle et courbée, son front chauve, son visage semé de tumeurs malignes, et souvent tout couvert d'emplâtres. […] »

— Tacite, Annales, IV, 57 (trad. Jean-Louis Burnouf, 1859)

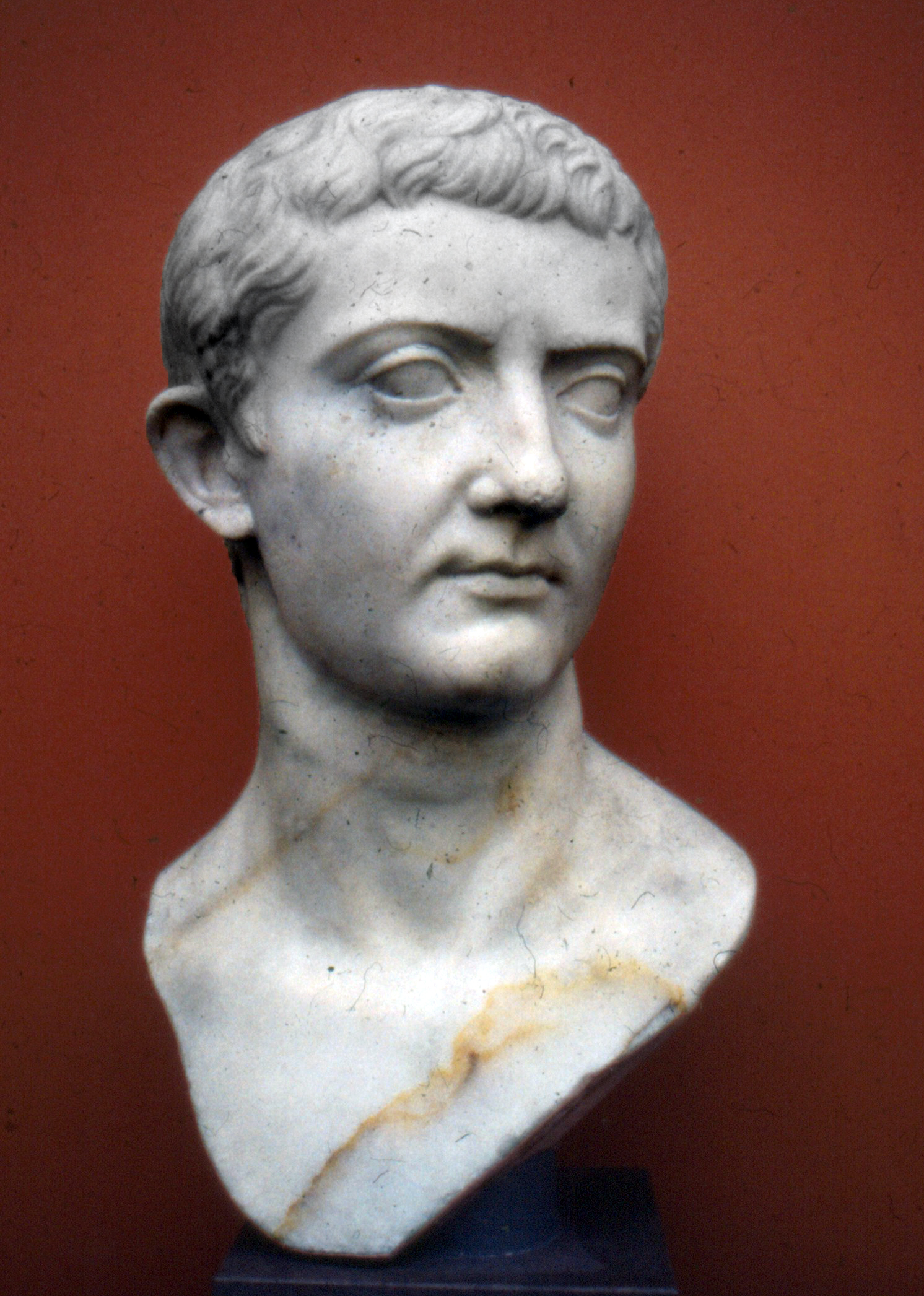
Buste de Tibère conservé à la Ny Carlsberg Glyptotek de Copenhague.

Même Suétone fournit, dans le troisième livre de sa « Vie des douze Césars », un portrait de Tibère qui est négatif. Les entreprises de Tibère lors de sa jeunesse sont résumées en peu de chapitres alors que le récit de la période de l'accession au trône jusqu'à la mort occupe une grande place. Suétone, comme d'habitude, analyse minutieusement le comportement de l'empereur et évoque d'abord sa vertu :

« [26] Affranchi de crainte, il se conduisit d'abord avec beaucoup de modération, et presque comme un particulier. Parmi beaucoup d'honneurs éclatants qu'on lui offrait, il n'accepta que les moindres, et en petit nombre. [27] Il avait une telle aversion pour la flatterie, qu'il ne permit jamais à aucun sénateur d'accompagner sa litière […] Parlait-on de lui d'une manière trop flatteuse, dans une conversation ou dans un discours soutenu, il n'hésitait point à interrompre, à reprendre et à changer aussitôt l'expression. Quelqu'un lui donna le nom de maître : il lui signifia de ne plus lui faire désormais cet affront. […] [28] Insensible aux propos injurieux, aux mauvais bruits et aux vers diffamatoires répandus contre lui et contre les siens, il disait souvent que, dans un État libre, la langue et l'esprit devaient être libres. […] [29] Cette conduite [envers le Sénat] était d'autant plus remarquable, que, par ses déférences et ses respects envers chacun et envers tous, il avait lui-même presque dépassé les bornes de la politesse. […] »

— Suétone, Vie des douze Césars, Tibère, 26-29 (trad. Désiré Nisard, 1855)
Les défauts que le biographe attribue à Tibère semblent beaucoup plus nombreux :

« [42] À la faveur de la solitude et pour ainsi dire loin des regards de la cité, il donna libre carrière à la fois à tous les vices qu'il avait jusque-là mal dissimulés. Je les ferai connaître tous dès leur origine. À ses débuts militaires, sa grande passion pour le vin le faisait appeler Biberius au lieu de Tiberius, Caldius, au lieu de Claudius, Mero au lieu de Nero. […] [43] Dans sa retraite de Caprée, il avait imaginé des chambres garnies de bancs pour des obscénités secrètes. C'est là que des groupes de jeunes filles et de jeunes libertins, ramassés de tous côtés, et les inventeurs de voluptés monstrueuses qu'il appelait « spintries », formaient entre eux une triple chaîne, et se prostituaient ainsi en sa présence pour ranimer par ce spectacle ses désirs éteints. […] [44] On suppose qu'il accoutumait des garçons dès l'âge le plus tendre. […] [46] Chiche et avare, jamais il ne donnait de salaire à ceux qui l'accompagnaient dans ses voyages ou dans ses expéditions ; il se bornait à leur distribuer des vivres. […] [57] Sa nature insensible et cruelle se décela dès son enfance. […] [61] Bientôt il s'abandonna à toute espèce de cruauté. Les sujets ne lui manquaient pas. Il persécuta d'abord les amis de sa mère, puis ceux de ses petits-fils et de sa belle-fille, enfin ceux de Séjan, et même leurs simples connaissances. Ce fut surtout après la mort de Séjan, qu'il mit le comble à ses fureurs. […] »

— Suétone, Vie des douze Césars, Tibère, 43-61 (trad. Désiré Nisard, 1855)
La cruauté et les vices de Tibère sont stigmatisés dans certains versets satiriques très populaires à Rome. Sur la cruauté de Tibère, il se murmure :

« Je serai bref : écoute. Inhumain sanguinaire, 
 Tu ne peux qu'inspirer de l'horreur à ta mère. »

« De ton règne, César, Saturne n'est pas fier : 
 Par toi son siècle d'or sera toujours de fer. »

« Quoi ! sans payer le cens (vraiment ! c'est fort commode), 
 Tu te crois chevalier, pauvre exilé de Rhodes ? »

— Suétone, Vie des douze Césars, Tibère, 59 (trad. Nisard, 1855)
Sur les nombreux faits de sang pour lesquels on suspecte la participation de Tibère :

« Il veut du sang ; le vin lui devient insipide. 
 Comme de vin jadis, de sang il est avide. »

« Vois le cruel Sylla de meurtres s'enivrant, 
 Vois de ses ennemis Marius triomphant, 
 Vois Antoine excitant des guerres intestines, 
 Et de sa main sanglante entassant des ruines, 
 Quiconque de l'exil passe au suprême rang, 
 Ne fonde son pouvoir que dans des flots de sang. »

— Suétone, Vie des douze Césars, Tibère, 59 (trad. Désiré Nisard, 1855)
Suétone fournit également un portrait du physique de Tibère, qui est similaire à celui de Tacite, mais plus ample et plus détaillé :

« Tibère était gros, robuste et d'une taille au-dessus de l'ordinaire. Large des épaules et de la poitrine, il avait, de la tête aux pieds, tous les membres bien proportionnés. Sa main gauche était plus agile et plus forte que la droite. Les articulations en étaient si solides, qu'il perçait du doigt une pomme récemment cueillie, et que d'une chiquenaude il blessait à la tête un enfant et même un adulte. Il avait le teint blanc, les cheveux un peu longs derrière la tête et tombant sur le cou ; ce qui était chez lui un usage de famille. Sa figure était belle, mais souvent parsemée de boutons. Ses yeux étaient très grands, et, chose étonnante, il voyait dans la nuit et dans les ténèbres, mais seulement lorsqu'ils s'ouvraient après le sommeil et pour peu de temps ; ensuite sa vue s'obscurcissait. Il marchait, le cou raide et penché, la mine sévère, habituellement silencieux. […] Tibère jouit d'une santé inaltérable pendant presque tout le temps de son règne, quoique, depuis l'âge de trente ans, il la gouvernât à son gré, sans recourir aux remèdes ni aux avis d'aucun médecin. »

— Suétone, Vie des douze Césars, Tibère, 68 (trad. Désiré Nisard, 1855)
Alors que Dion Cassius fournit de Tibère un descriptif négatif, d'autres auteurs, parmi lesquels Velleius Paterculus, Flavius Josèphe, Pline le Jeune, Valère Maxime, Sénèque, Strabon et Tertullien en donnent une image positive et ils ne font pas allusion à la scélératesse dont l'empereur aurait fait preuve lors de sa présence à Capri.

### Dans l'Évangile et dans la tradition religieuse

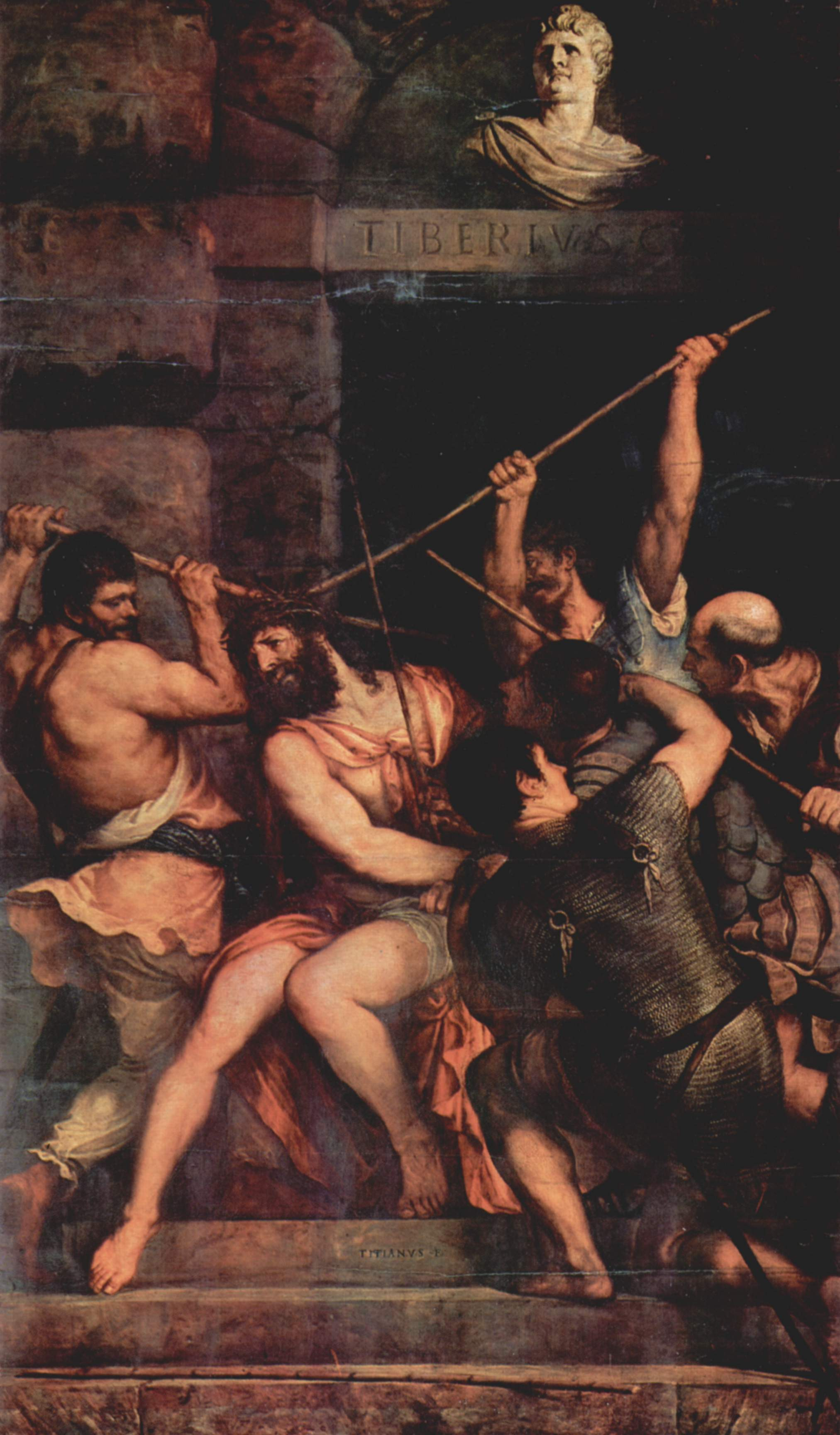
« Le Christ couronné d'épines », œuvre du Titien (conservée à Paris, musée du Louvre). En haut, à droite, on voit le buste de Tibère et l'inscription TIBERIVS CÆSAR, afin de rappeler que l'arrestation et la crucifixion de Jésus a eu lieu pendant le règne de l'empereur.

Dans le Nouveau Testament, Tibère n'est mentionné qu'une seule fois dans un chapitre de l'évangile selon Luc qui affirme que Jean le Baptiste a commencé sa prédication publique dans la quinzième année du règne de Tibère. Les évangiles se réfèrent à Cæsar ou à l'empereur, sans autre précision pour indiquer l'empereur romain régnant. Les relations entre Tibère et la religion chrétienne ont fait l'objet d'une enquête historiographique : certaines hypothèses, soutenues par Tertullien, évoquent un prétendu message de Ponce Pilate à Tibère concernant la crucifixion de Jésus. L'empereur aurait discuté de la question au Sénat et proposé la promulgation d'une loi interdisant la persécution des disciples de Jésus. On ne sait rien de l'attitude de l'empereur envers des chrétiens, aucune mesure officielle ne fut prise mais il est certain que les disciples de Jésus n'ont jamais été persécutés sous le règne de Tibère.
Tibère, qui est tolérant envers tous les cultes à l'exception de ceux chaldéens et juifs, n'a jamais eu confiance dans la religion alors qu'il se consacre à l'astrologie et aux prévisions du futur. À ce propos Suétone écrit :

« Il s'occupait d'autant moins des dieux et de la religion, qu'il s'était appliqué à l'astrologie et qu'il croyait au fatalisme. […] »

— Suétone, Vie des douze Césars, Tibère, 69 (Trad. Désiré Nisard - 1855)

### Dans l'historiographie moderne et contemporaine

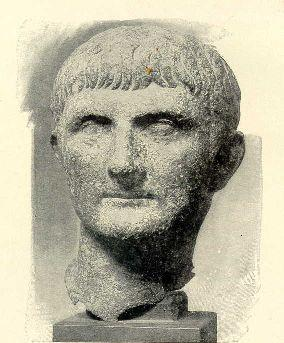
Tibère
Photo de James Anderson.

L'historiographie moderne a réhabilité le personnage de Tibère, dénigré par les principaux historiens de son époque, manquant de cette communication propre à son prédécesseur Auguste, bien qu'étant d'un naturel menaçant, sombre et soupçonneux. Sa discrétion associée à sa timidité n'est pas à son avantage. Le constant désintérêt manifesté par Auguste à son égard lui donne l'impression de n'avoir été adopté que par une solution de repli. Et quand il devient princeps, il est désormais désenchanté, désabusé et aigri.
On reconnaît à l'empereur de grandes capacités. Dès sa jeunesse au service d'Auguste, Tibère fait preuve d'une grande intelligence politique dans la résolution de nombreux conflits, et il réussit à obtenir de nombreux succès sur le plan militaire, démontrant une grande maîtrise en stratégie militaire. De la même manière, on reconnaît la validité des choix opérés au cours des premières années de son règne, jusqu'au moment de son départ pour Capri et la mort de Séjan. Tibère sut éviter d'employer les forces romaines dans des guerres à l'issue incertaine au-delà de ses frontières tout en réussissant à créer un système d'États vassaux qui garantissaient la sécurité des frontières. En politique économique, il sut mettre en œuvre une sage politique de maîtrise des coûts qui a conduit à la restauration des caisses de l'État sans avoir recours à de nouvelles taxes.

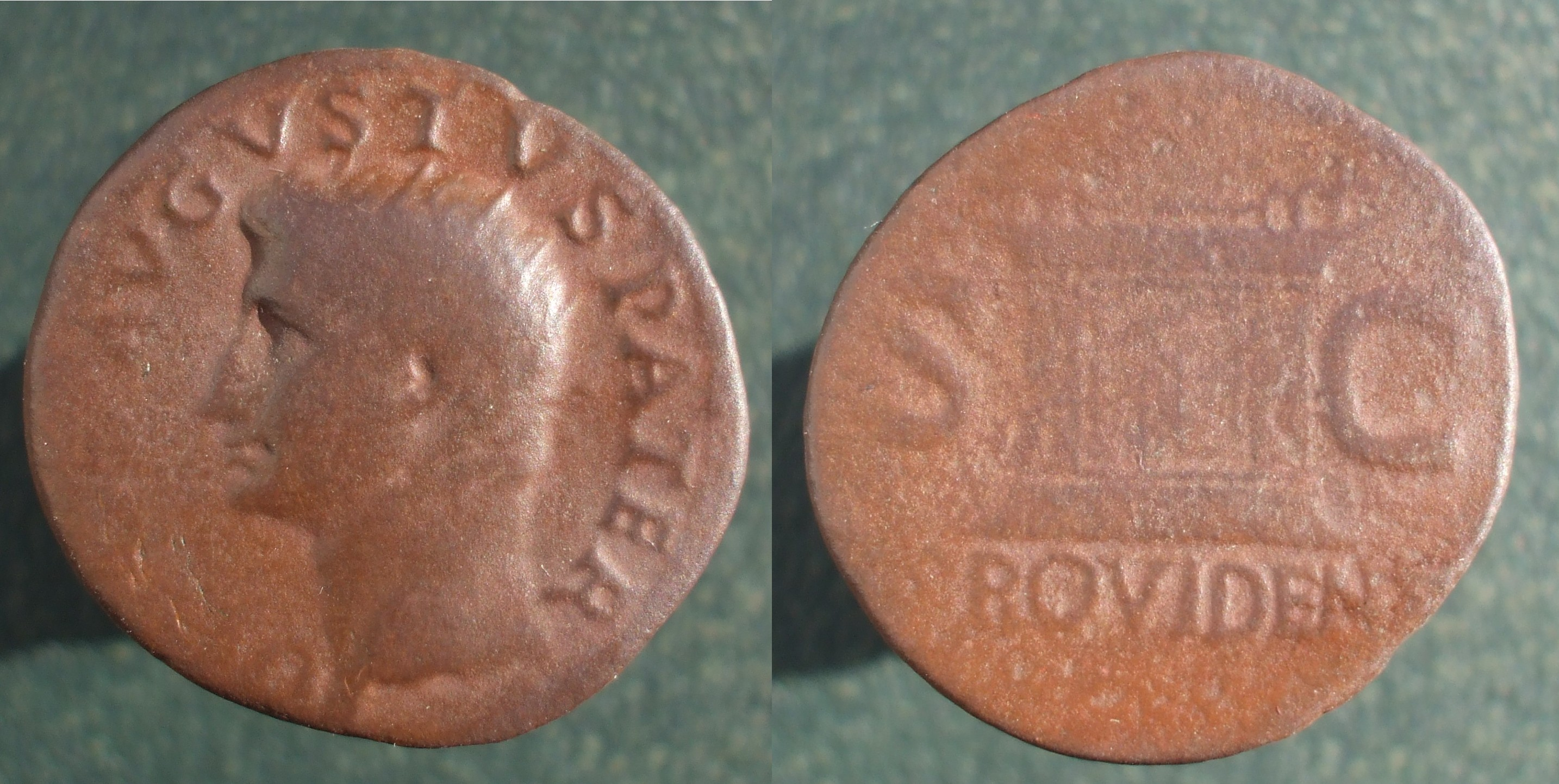
As de cuivre de Tibère figurant Auguste.

Il se révéla être un habile administrateur avec une incontestable compétence organisationnelle adhérant pleinement à la politique de son prédécesseur. Son drame fut qu'il a été entraîné, en raison de son sens inné du devoir, à tenir un rôle auquel il n'était pas adapté, ce rôle qu'il n'avait pas cherché, et qui au contraire nécessitait des compétences différentes des siennes. Sa tragédie est de s'en être rendu compte trop tard,.
Plus controversée est l'analyse du comportement de Tibère au cours de la longue retraite à Capri, et il n'existe pas encore d'interprétation universellement partagée : les informations laissées par Tacite et Suétone apparaissent généralement comme faussées ou ne correspondant pas à la réalité,. Il reste possible que l'empereur ait donné libre cours à ses vices pendant le séjour sur l'île, mais il est peu probable que, après s'être distingué par un comportement modéré, il se soit abandonné aux excès décrits par les historiens. Il est admis que la diabolisation de Tibère, qui devient un monstre aussi bien par le comportement que physiquement chez Tacite et Suétone, est liée au manque d'adhésion à la réalité des deux historiens : d'une part, Suétone, désireux de raconter tous les détails scabreux, d'autre part, Tacite, regrettant le système républicain.
Parmi les chercheurs qui, au cours de leurs travaux, ont réhabilité le personnage de Tibère, on trouve Amedeo Maiuri, Santo Mazzarino (it), Antonio Spinosa, Axel Munthe, Paolo Monelli (it), Giovanni Papini et Maxime Du Camp. Voltaire commenta aussi de manière positive l'œuvre de l'empereur.

## Noms et titres

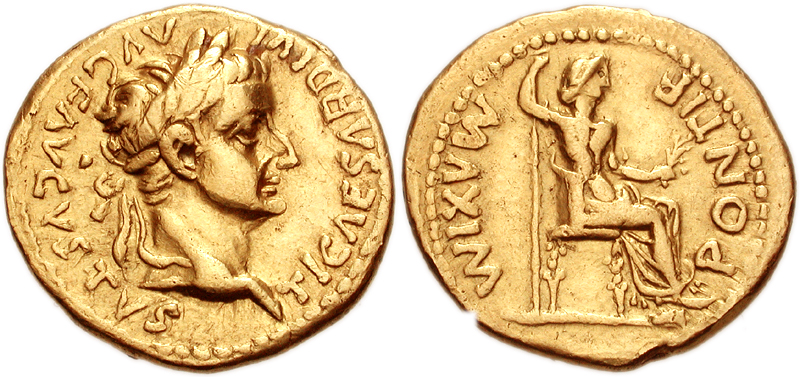
Aureus frappé à Lugdunum représentant Tibère et au verso sa mère Livie.

### Noms successifs
- 42 av. J.-C., né TIBERIVS•CLAVDIVS•NERO ;
- 4 ap. J.-C., adopté par Auguste : TIBERIVS•IVLIVS•CÆSAR ;
- 14 ap. J.-C., accède au pouvoir : TIBERIVS•CÆSAR•AVGVSTVS.

### Titres et magistratures
- Consul cinq fois, en 13 et 7 av. J.-C. et en 18, 21 et 31 ap. J.-C.[a 11],[10],[19],[a 45],[a 223] ;
- Acclamé Imperator huit fois, en 9, 8 et 6 av. J.-C. et en 8, 9, 11, 13, 16 ap. J.-C.[a 37],[a 44],[a 70],[a 74],[a 224],[103] ;
- Pontifex maximus à partir de mars 15 ap J.-C.[10] ;
- Détenteur de la puissance tribunitienne pendant 38 années à partir de 6 av. J.-C. (concédée d'abord pour cinq ans jusqu'au 25 juin de l'an 1 puis renouvelée ensuite annuellement le 26 juin à partir de l'an 4)[a 11],[10],[a 47],[25].

### Titulature à sa mort
Quand il meurt en 37, Tibère détient la titulature suivante :
TIBERIVS•CÆSAR•DIVI•AVGVSTI•FILIVS•AVGVSTVS, PONTIFEX•MAXIMVS, TRIBVNICIÆ•POTESTATIS•XXXVIII, IMPERATOR•VIII, CONSVL•V

### Devise
Selon Suétone, Tibère dit de temps en temps : Oderint, dum probent (« Qu'ils me haïssent, pourvu qu'ils m'approuvent. »), phrase empruntée à la tragédie Atrée de Lucius Accius. Cela est parfois considéré comme une devise de l'empereur, dont la forme originelle dans la tragédie serait plutôt Oderint, dum metuant (« Qu'ils me haïssent, pourvu qu'ils me craignent. »). Tibère en atténue quelque peu la violence en remplaçant metuant par probent contrairement à Caligula qui fera de la forme originelle sa devise, toujours selon Suétone.